# Peine (stad)
Peine is de hoofdstad van het Landkreis Peine in de Duitse deelstaat Nedersaksen. De stad, met de status van selbständige Gemeinde, telt 50.249 inwoners.

## Indeling van de gemeente
Tot de stad Peine behoren, naast de stad in engere zin (Kernstadt), 14 stadsdelen (Ortsteile): 
- Berkum, ten ZW van de stad en het Mittellandkanaal
- Dungelbeck, 3–4 km ten ZO van de stad, aan de Bundesstraße 65, met voormalige staalarbeiderswoonwijk
- Duttenstedt, ten NO van de stad
- Eixe, ten NW van de stad, op de NO-oever van de Fuhse
- Essinghausen, direct ten O van de stad
- Handorf, ten ZZW van de stad (reeds sedert juli 1968 stadsdeel van Peine)
- Röhrse, ten NW van de stad, op de ZW-oever van de Fuhse
- Rosenthal, enkele km ten ZW van Berkum; in de 13e eeuw 15 jaar lang een stad
- Schmedenstedt, aan de B 65, enkele km ten ZO van Dungelbeck
- Schwicheldt, enkele km ten W van Berkum
- Stederdorf, een groot woongebied direct ten N van het stadscentrum en de A2
- Vöhrum / Landwehr, groot mijnwerkersdorp ten NW van de stad, op de ZW-oever van de Fuhse; "vastgegroeid" aan de bebouwing van Peine-Telgte
- Wendesse, enkele km ten N van Stederdorf
- Woltorf, enkele km ten O van Dungelbeck.

In deze Ortsteile wonen ongeveer 25.000 mensen.
In de Kernstad zelf wonen ongeveer 26.000 mensen. Zij bestaat uit 9 statistische districten (Statistische Bezirke):
Ook ieder Ortsteil, op Handorf na tot 1 maart 1974 een zelfstandig, nabij de stad gelegen dorp, tevens gemeente, is een Statistischer Bezirk.
| Nr. Statist. Bez. | Ortsteil             | Bevolking 30/4/2021 |
| ----------------- | -------------------- | ------------------- |
| 241               | Berkum (Peine)       | 294                 |
| 225               | Dungelbeck           | 1.862               |
| 215               | Duttenstedt          | 1.051               |
| 253               | Eixe                 | 630                 |
| 217               | Essinghausen (Peine) | 1.828               |
| 231               | Handorf (Peine)      | 894                 |
| 255               | Röhrse               | 251                 |
| 243               | Rosenthal (Peine)    | 1.186               |
| 223               | Schmedenstedt        | 970                 |
| 245               | Schwicheldt          | 1.315               |
| 211               | Stederdorf (Peine)   | 5.662               |
| 251               | Vöhrum / Landwehr    | 7.005               |
| 213               | Wendesse             | 185                 |
| 221               | Woltorf              | 1.968               |
| Totaal Ortsteile  | Totaal Ortsteile     | 25.101              |
| Totaal Kernstadt  | Totaal Kernstadt     | 26.019              |
| Totaal gem. Peine | Totaal gem. Peine    | 51.120              |

| Nr.       | Statistisch district   | Bevolking 30/4/2021 |
| --------- | ---------------------- | ------------------- |
| 101       | Innenstadt             | 4.178               |
| 111       | Maschland              | 2.255               |
| 121       | Gunzelinfeld           | 6.732               |
| 131       | Walzwerk               | 1.079               |
| 141       | Südstadt               | 7.331               |
| 151       | Simonstiftung          | 326                 |
| 161       | Südliche Aue           | 882                 |
| 171       | Telgte                 | 3.230               |
| 181       | Nördliche Aue/Herzberg | 6                   |
| Kernstadt | Kernstadt              | 26.019              |

De meerderheid van de christenen in Peine is anno 2011 evangelisch-luthers.

### Wapens van de stadsdelen

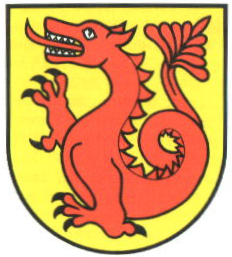
Dungelbeck
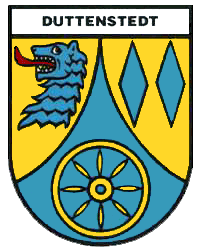
Duttenstedt
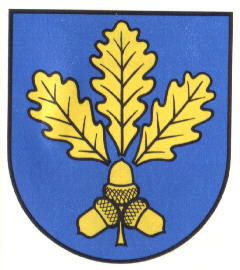
Eixe
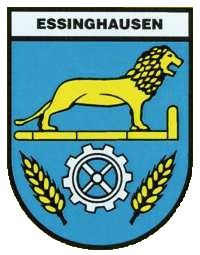
Essinghausen
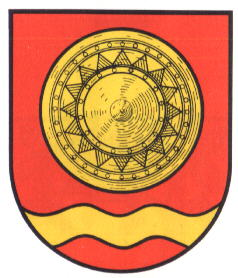
Handorf
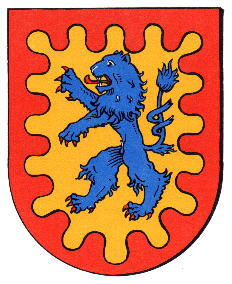
Röhrse
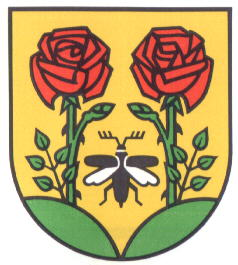
Rosenthal
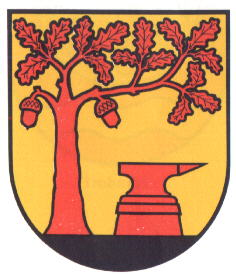
Schmedenstedt
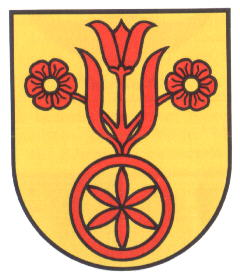
Schwicheldt
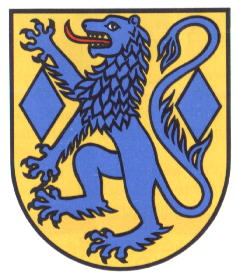
Stederdorf
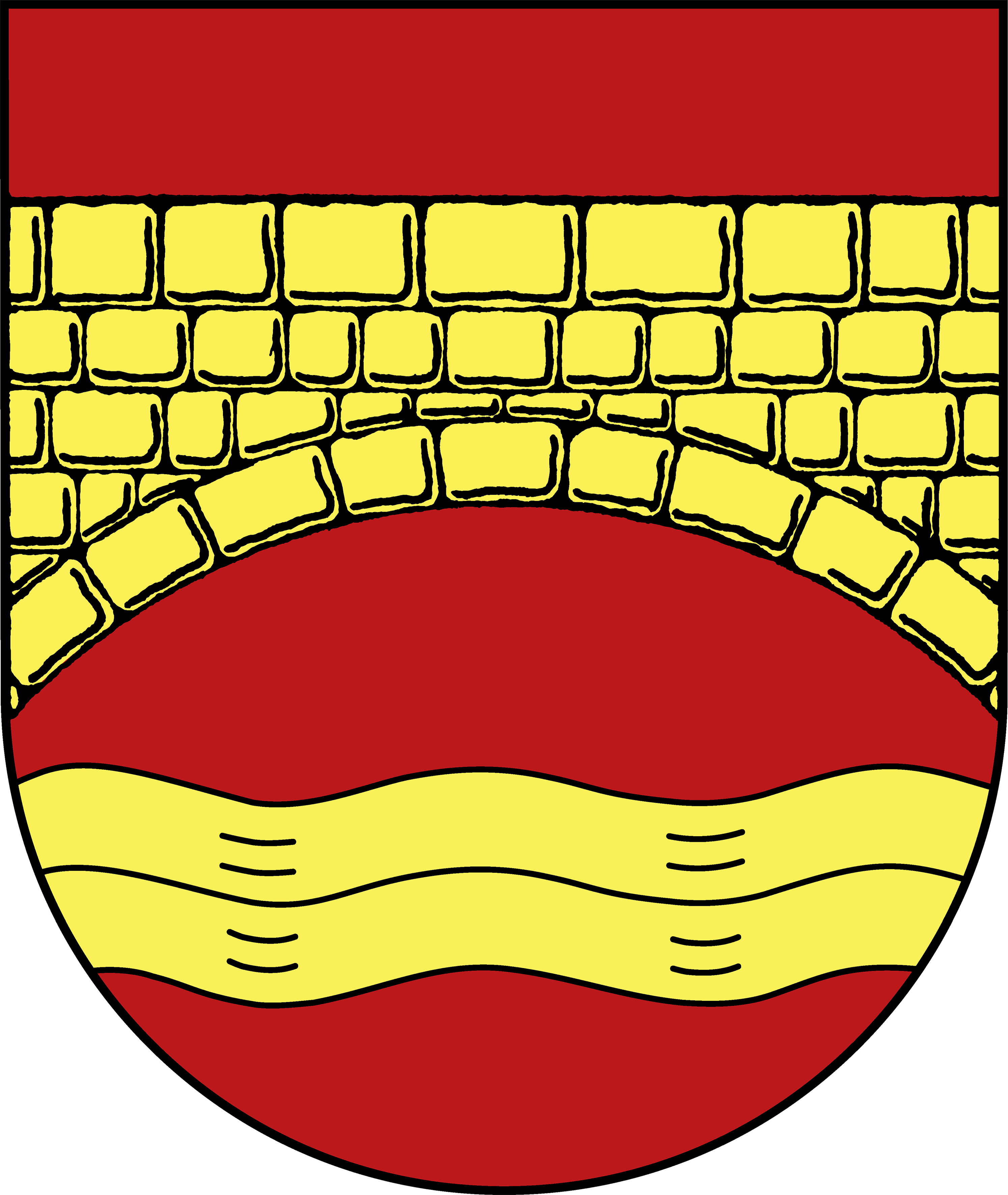
Vöhrum
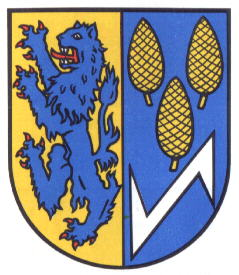
Wendesse
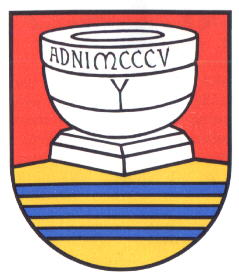
Woltorf

Van het wapen van Berkum was geen afbeelding beschikbaar.

## Ligging en infrastructuur
De stad ligt in een Geest-gebied met zandgronden, waar het landschap vlak (gemiddeld ruim 70 meter boven zeeniveau) is en sterk aan dat van de Nederlandse provincie Drenthe doet denken.

### Naburige gemeenten
De dichtstbij gelegen grote steden zijn Hannover, 40 km ten westen van Peine en Braunschweig, 25 km ten oosten van Peine. Ook Salzgitter, ten westen van Braunschweig, ligt op circa 25 km afstand van de stad. Bijna 40 km ten noord-noordwesten van Peine ligt Celle.
Aan de westgrens van de gemeente, in de Region Hannover, ligt Uetze. De andere buurgemeenten, in de Landkreis Peine (zie kaartje), zijn Edemissen, Wendeburg, Vechelde, Ilsede en Hohenhameln.

### Verkeerswegen

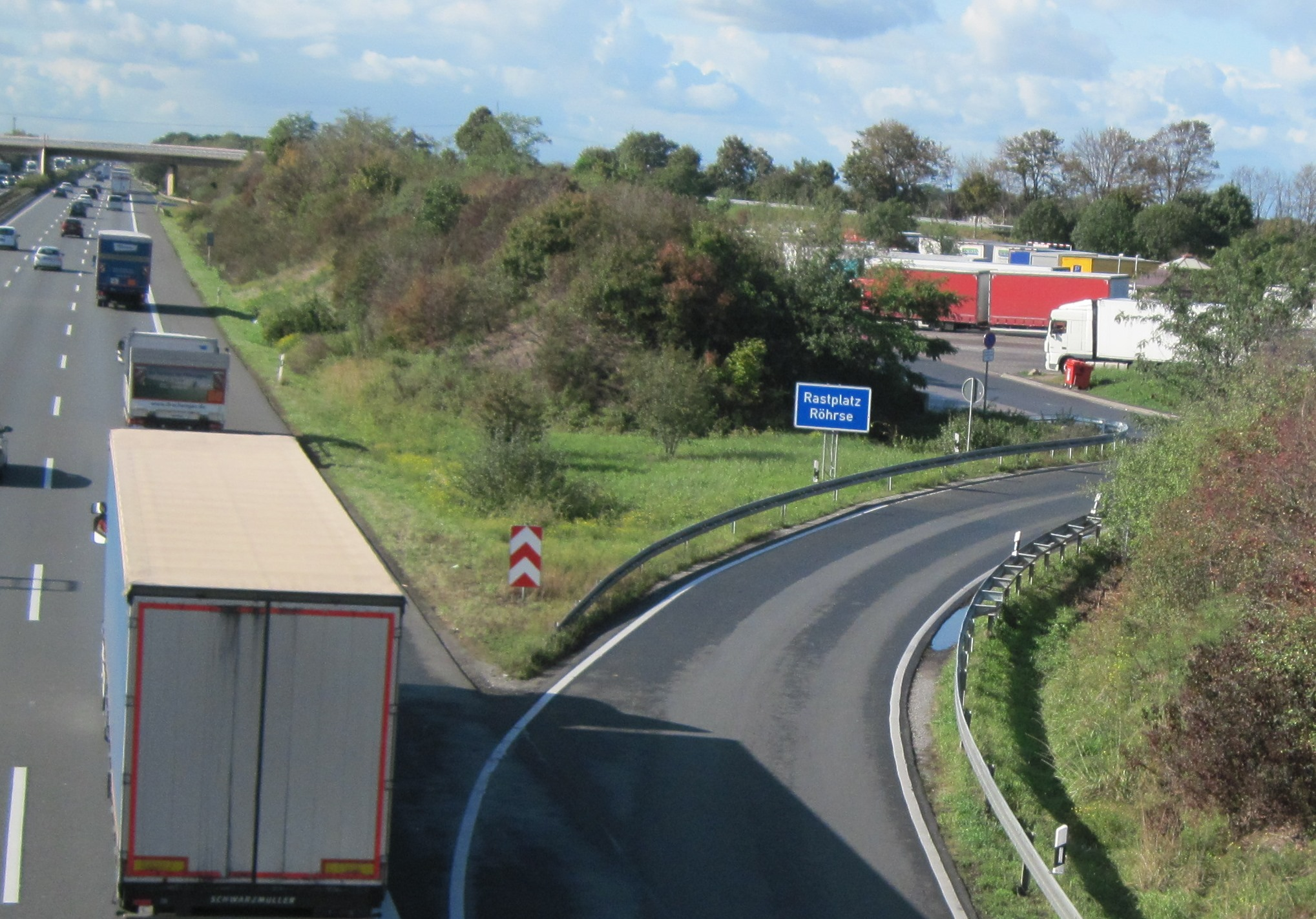
Parkeerplaats Röhrse aan de A2

Peine ligt aan of nabij de volgende hoofdwegen:
- De Autobahn A2 Hannover - Braunschweig loopt juist ten noorden van de stad langs.
- De Bundesstraße 65, de oude weg van Hannover naar Braunschweig loopt juist ten zuiden van de stad langs.
- De Bundesstraße 494 splitst ten zuidwesten van Peine van de B65 af en loopt zuidwestwaarts naar Hildesheim.
- De Bundesstraße 444, een noord-zuidverbinding die aan de zuidkant ten westen van Salzgitter eindigt, loopt juist ten westen van de stad langs. Bij Autobahn-afrit 52 kruist deze weg de A2.

### Openbaar vervoer

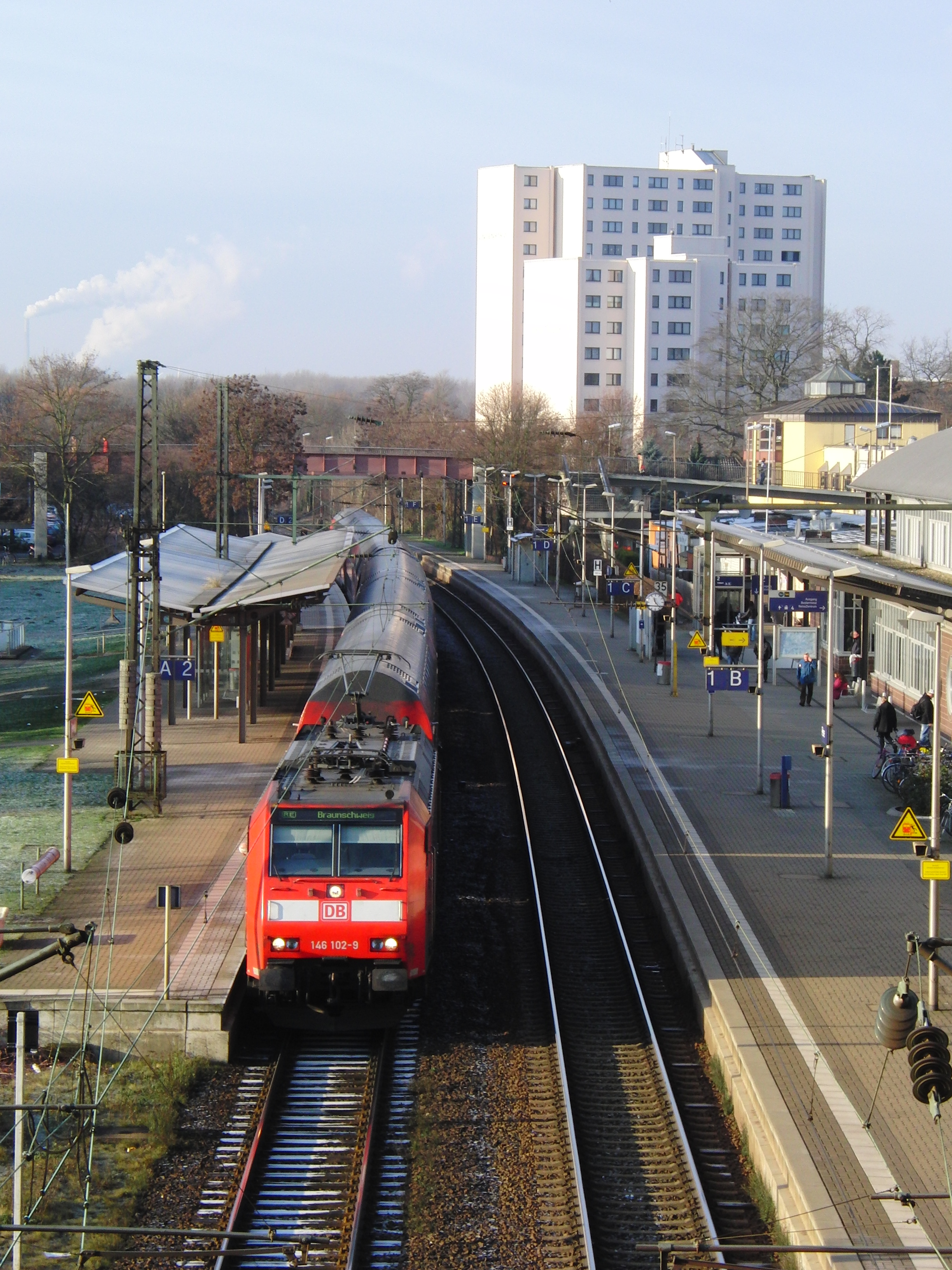
Peine treinstation. Op de achtergrond de hoogbouw-woongebouwen (2009)
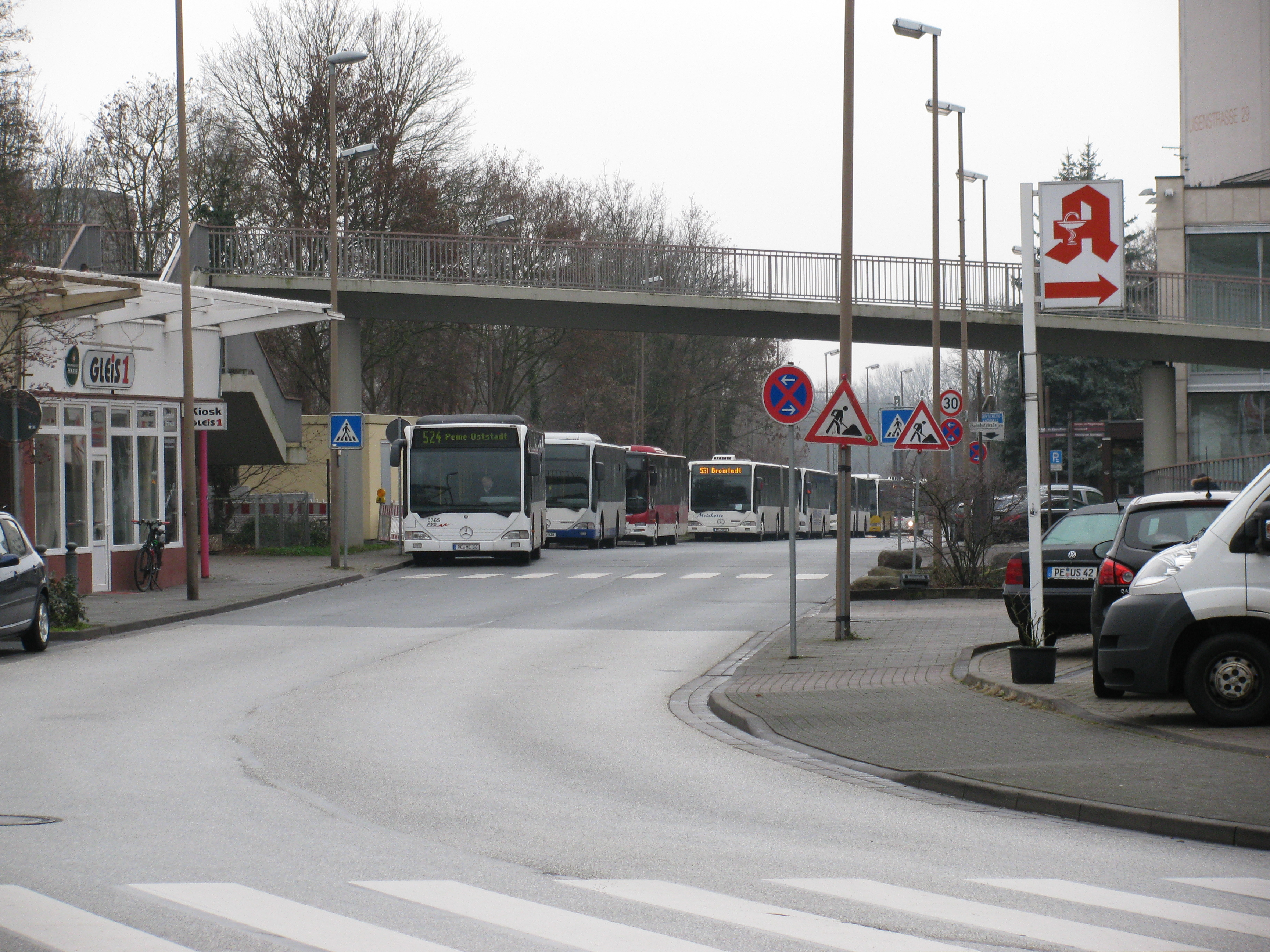
Bushalte Luisenstraße bij het treinstation (2020)

Aan de in 1843/1844 in bedrijf genomen spoorlijn Hannover - Braunschweig liggen station Peine en station Vöhrum. Ook Woltorf heeft een station aan deze lijn, maar daar stoppen sedert 1976 alleen nog goederentreinen. Bij de stations van Peine en Vöhrum zijn grote bushaltes, waar diverse buslijnen hun begin- of eindpunt hebben. De meeste van deze buslijnen zijn echter scholierenlijnen, die op schooldagen 's morgens vroeg 1 rit in de richting van de onderwijsinstellingen rijden, en in de middaguren enige ritten in omgekeerde richting.

### Luchtvaart
Flugplatz Peine-Glindbruchkippe is een op 75 m boven zeeniveau gelegen, klein vliegveld voor zweef- en andere kleine sport- en hobbyvliegtuigjes. Het ligt 3,8 km ten westen van het stadscentrum. Het heeft de ICAO code EDVP. Het is uitgerust met één graspiste van 613 meter lengte.

### Waterwegen

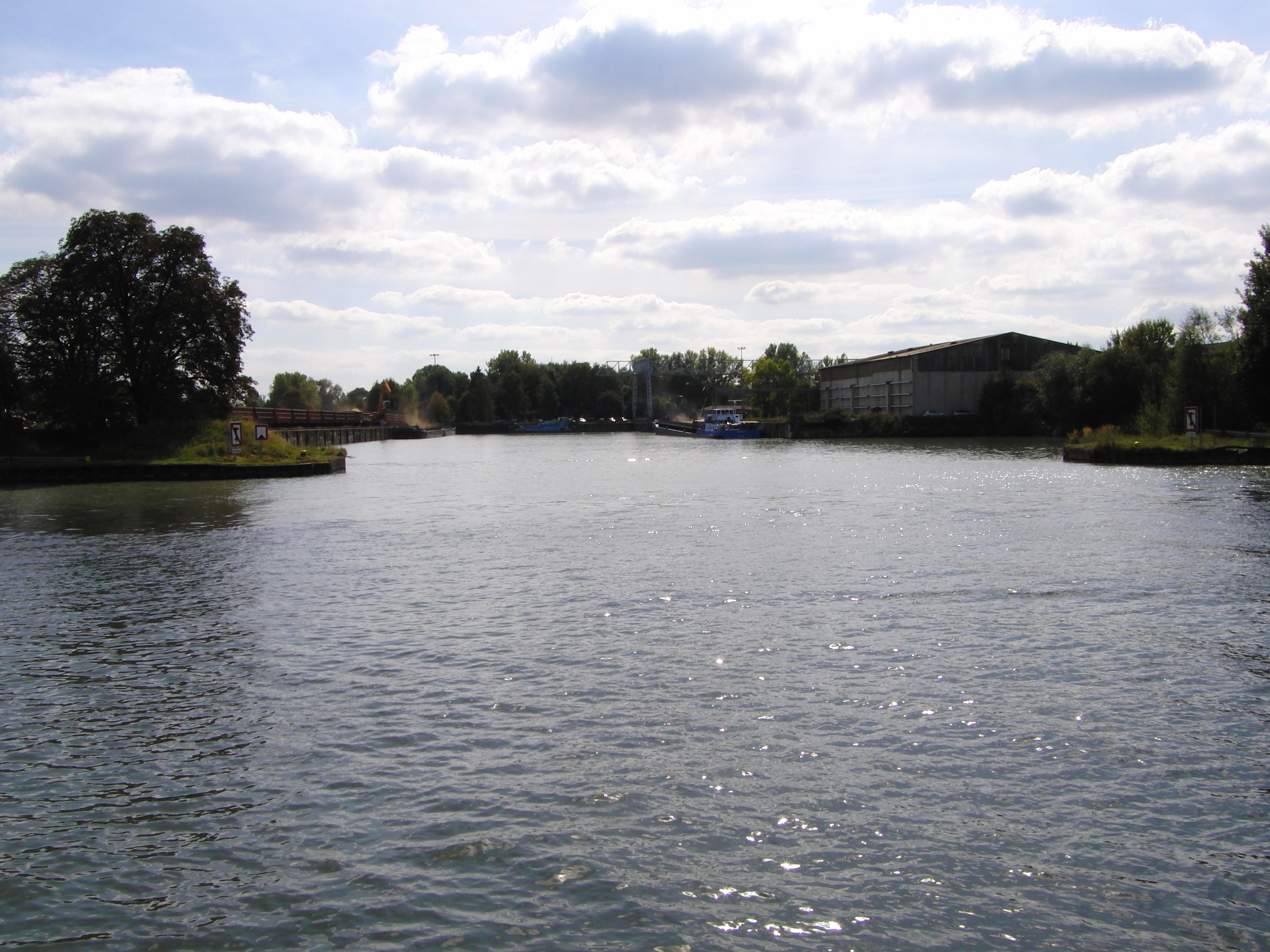
Binnenhaven van Peine aan het Mittellandkanaal
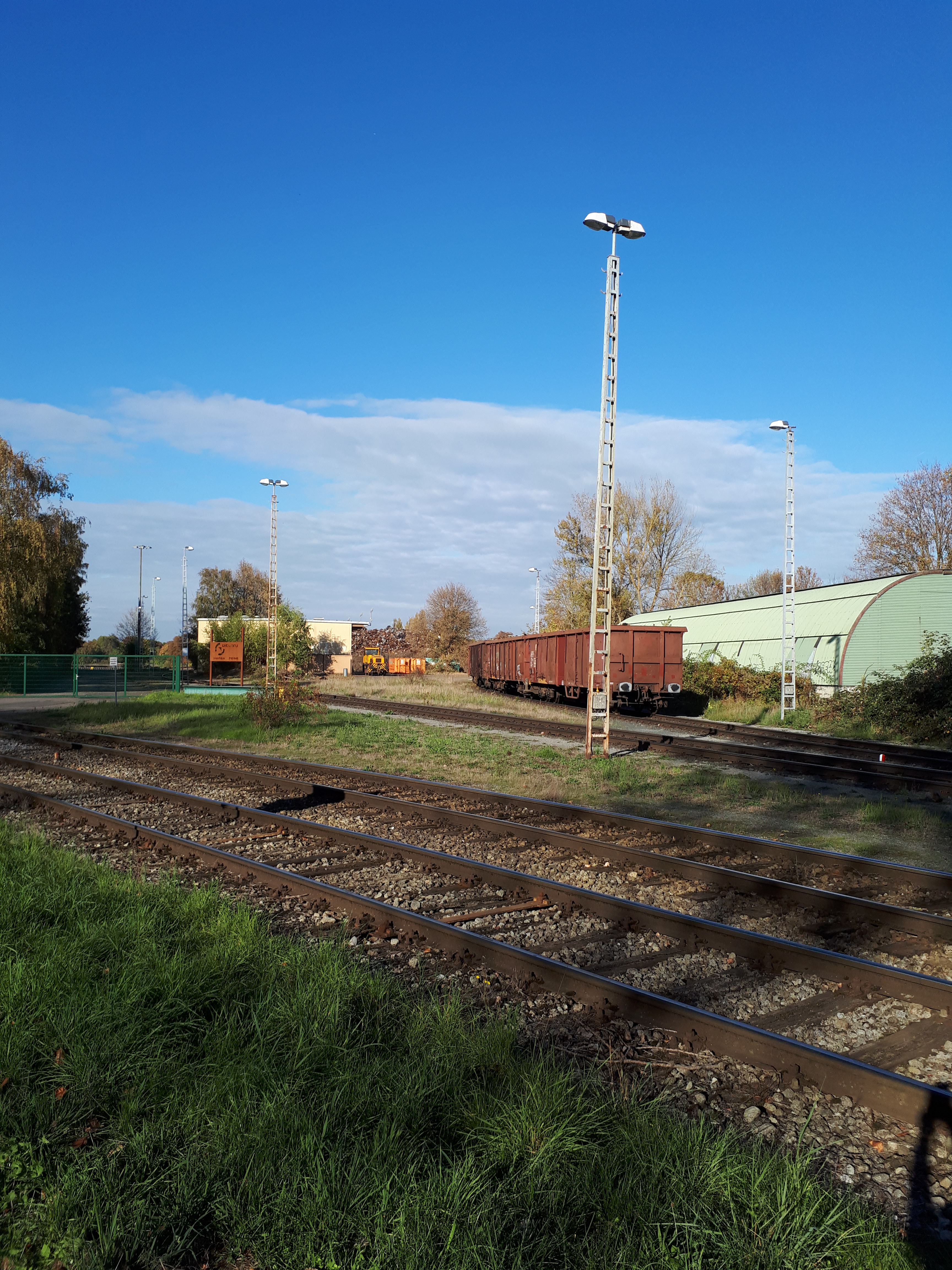
Goederenspoorweg bij deze haven
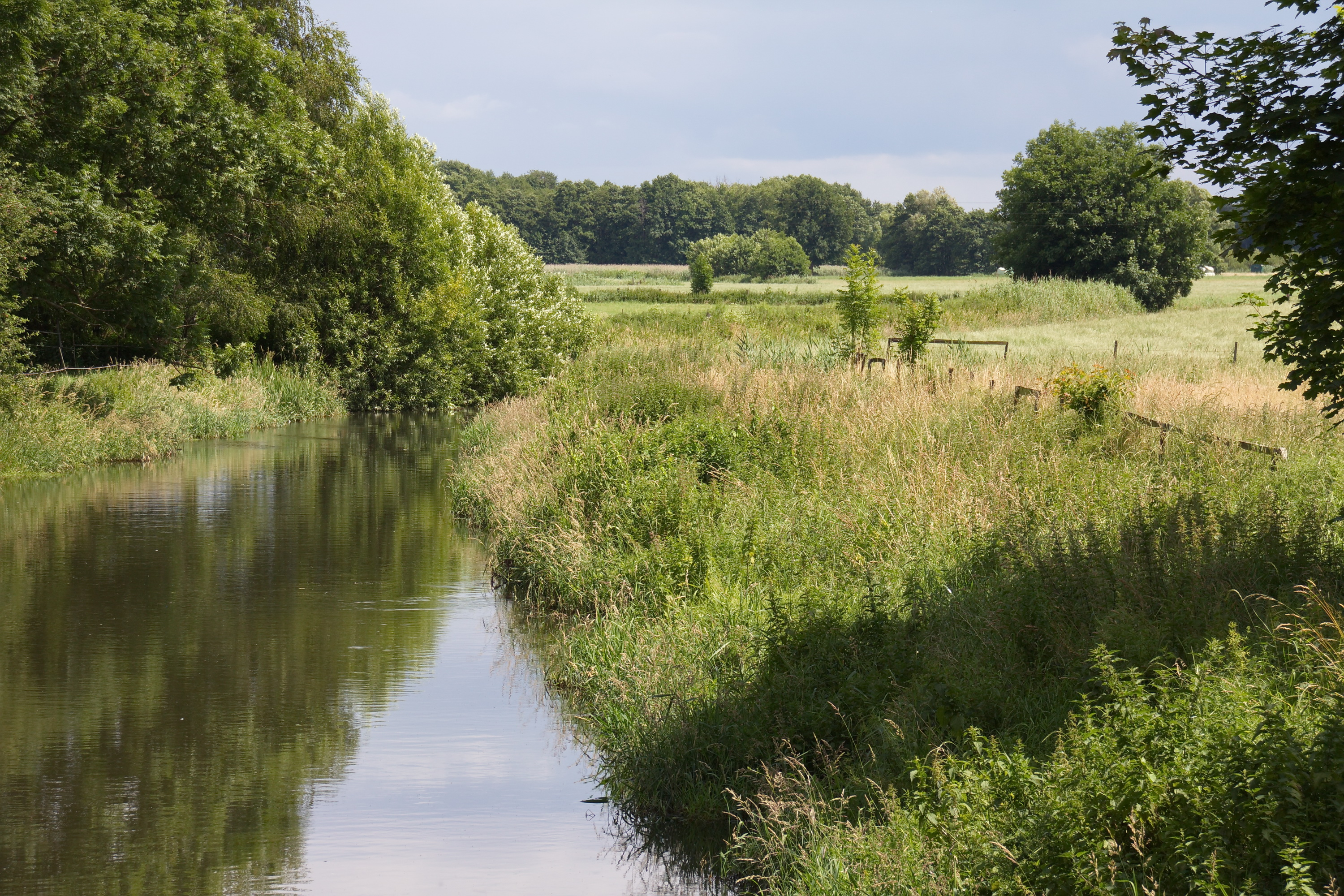
Dal van de Fuhse bij Eixe (natuurreservaat)
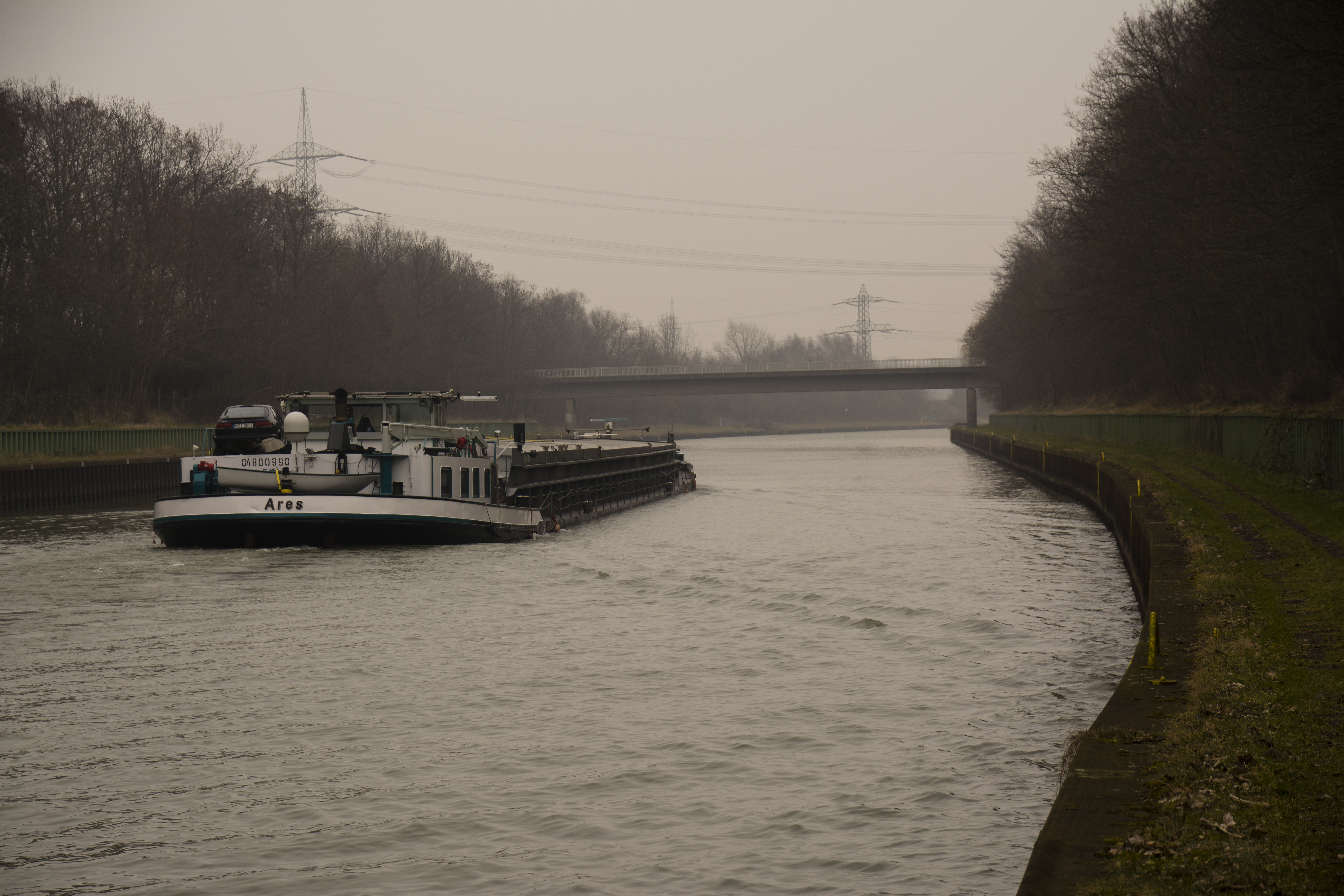
Het Mittellandkanaal nabij Schwicheldt

Het enige voor de vrachtscheepvaart bruikbare vaarwater is het Mittellandkanaal dat zuidelijk langs de stad loopt. Aan dit kanaal ligt een complex aanlegplaatsen en binnenhavenfaciliteiten, dat samen Häfen Peine genoemd wordt. Bij km-paal 200,9 van het Mittellandkanaal ligt de eigenlijke industriehaven van de stad, voorzien van kranen, een goederenspoorweg enz.. Bij km-paal 202,1 ligt aan dit kanaal ook een jachthaven. Ook de van een steenkool- en olieterminal voorziene binnenhaven van het aangrenzende Mehrum (km-paal 192,3 tot 194,8) wordt tot dit havencomplex gerekend. Mehrum is een dorpje in de gemeente Hohenhameln.
Door de stad loopt de alleen voor kano's en kleine roeibootjes bevaarbare rivier de Fuhse, die te Celle in de Aller uitmondt. Delen van deze rivier en haar oevers zijn, omdat er beschermde of zeldzame vissen, vogels, insecten en planten voorkomen, natuurreservaat.

## Economie

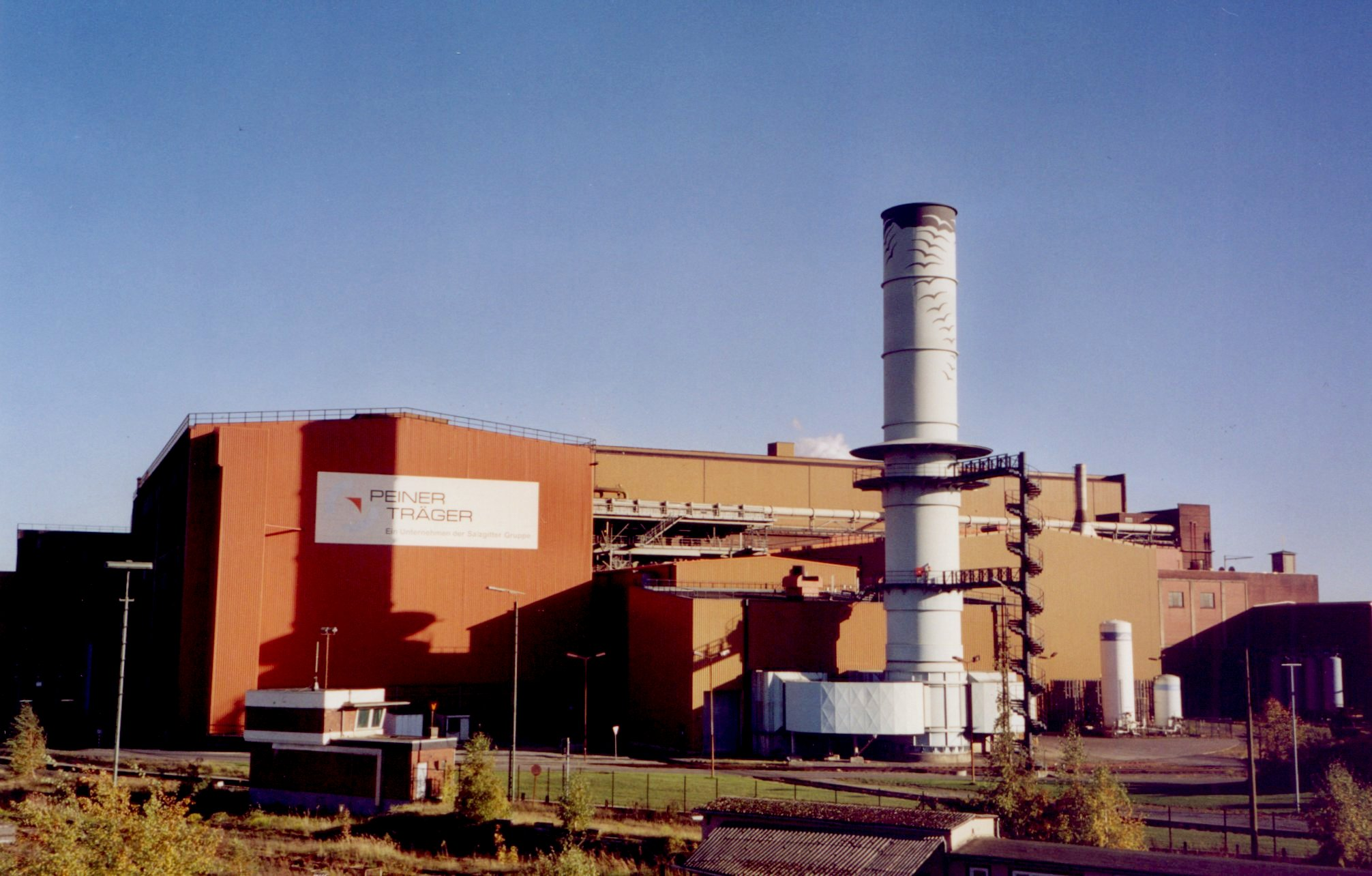
Peine Staalfabriek (2004)
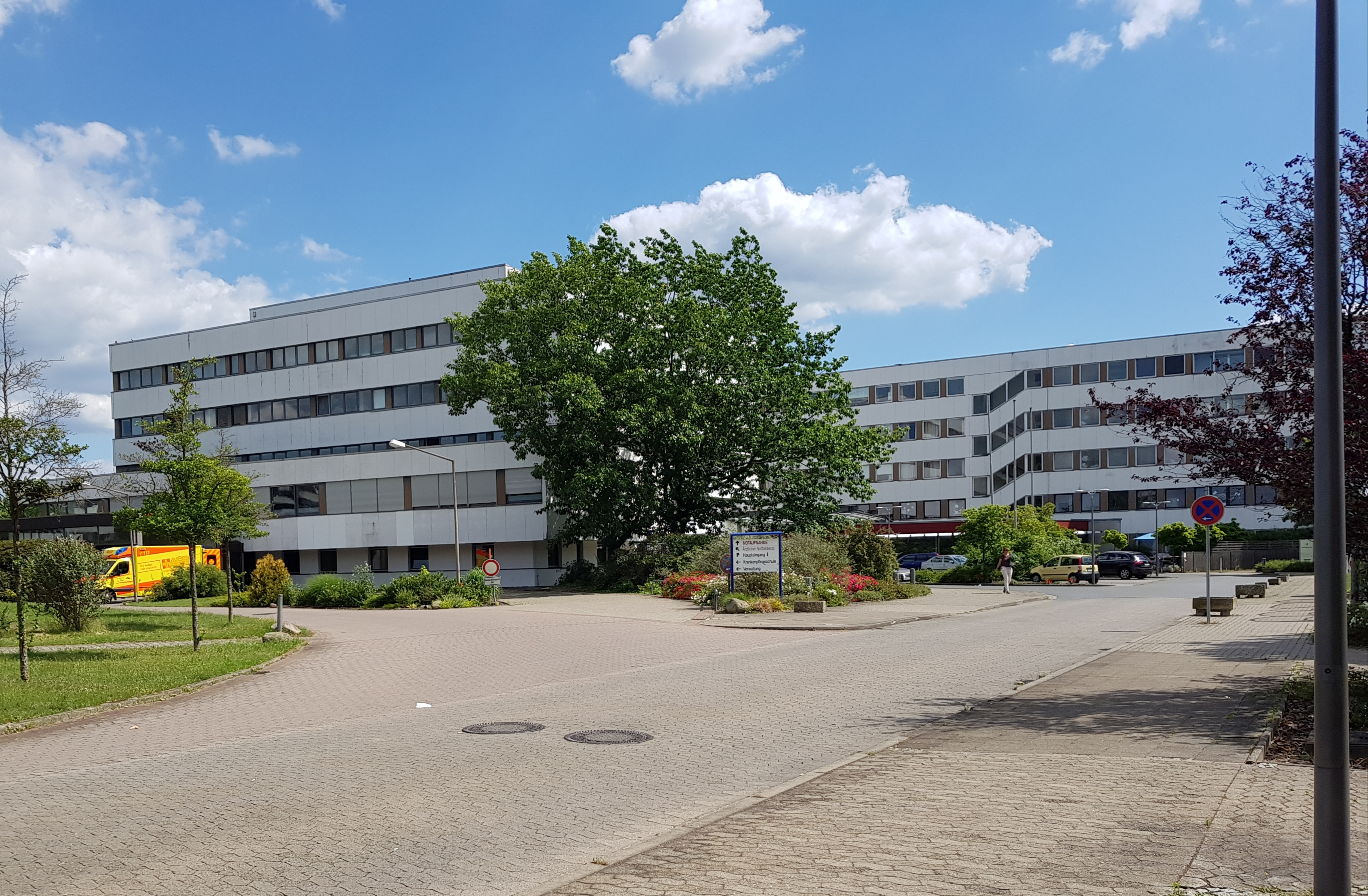
Ziekenhuis Klinikum Peine (2020)
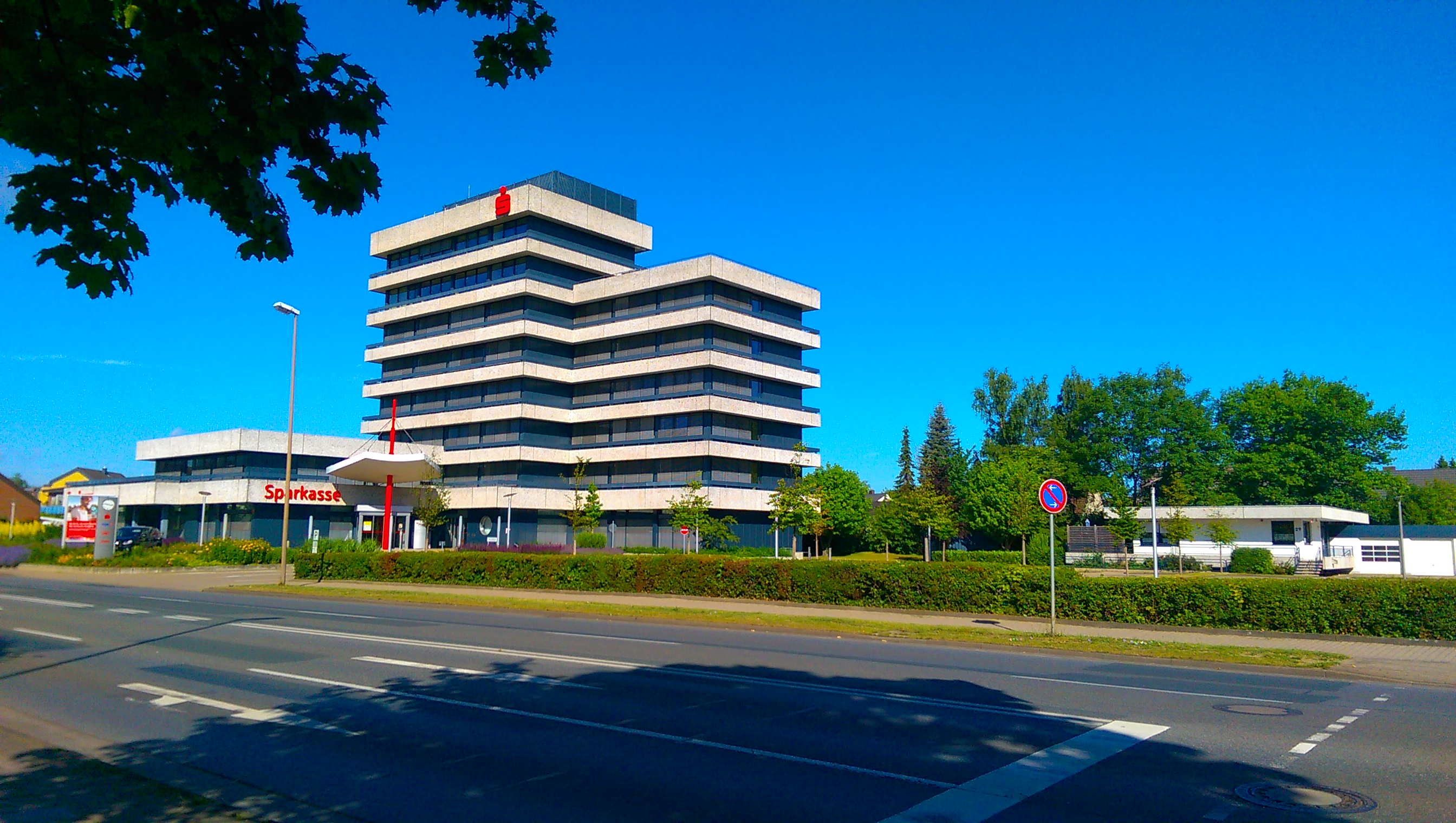
Sparkasse (spaarbank) Hildesheim Goslar Peine -Locatie Celler Straße (2015)

In geheel Duitsland bekend is de staalfabriek in de stad. Deze Peiner Träger GmbH, dochteronderneming van het staalconcern Salzgitter AG te Salzgitter, heeft zich gespecialiseerd in H-profielen, die als draagbalken voor spoorbruggen, viaducten en andere grote constructies gebruikt worden, en bezit voor enige van dit soort producten ook octrooien.
In het stadsdeel Stederdorf staat een chocoladefabriek, waar circa 300 mensen cacaoproducten e.d. maken, die door de supermarktketen Lidl als eigen merk worden verkocht.
In de stad zetelen talrijke kleine en middelgrote ondernemingen in de branches: plastic- en metaalverwerking; data- en beveiligingstechniek; communicatietechniek; logistiek. Veel van deze ondernemingen  zijn in de stad gevestigd na de inkrimping van de bedrijven in de staalsector.
Een klein deel van de gemeente ligt in een zgn. Börde, een vruchtbaar gebied met lössbodems. Dit maakte o.a. Handorf tot op de huidige dag tot een gebied met  intensieve akkerbouw.
Binnen de dienstensector verdient het Amtsgericht van de stad vermelding. Het is in een monumentaal 19e-eeuws pand nabij de restanten van de oude Burg Peine gevestigd. De stad beschikt verder over een Klinikum (ziekenhuis). Twee regionale spaarbanken hebben in Peine hun hoofdkantoren.
Peine heeft een op de Latijnse school van 1423 teruggaande traditie van kwalitatief goed voortgezet onderwijs voor leerlingen met een bovengemiddelde intelligentie. Eén van de drie gymnasia van de stad bezit een kleine sterrenwacht.

## Geschiedenis

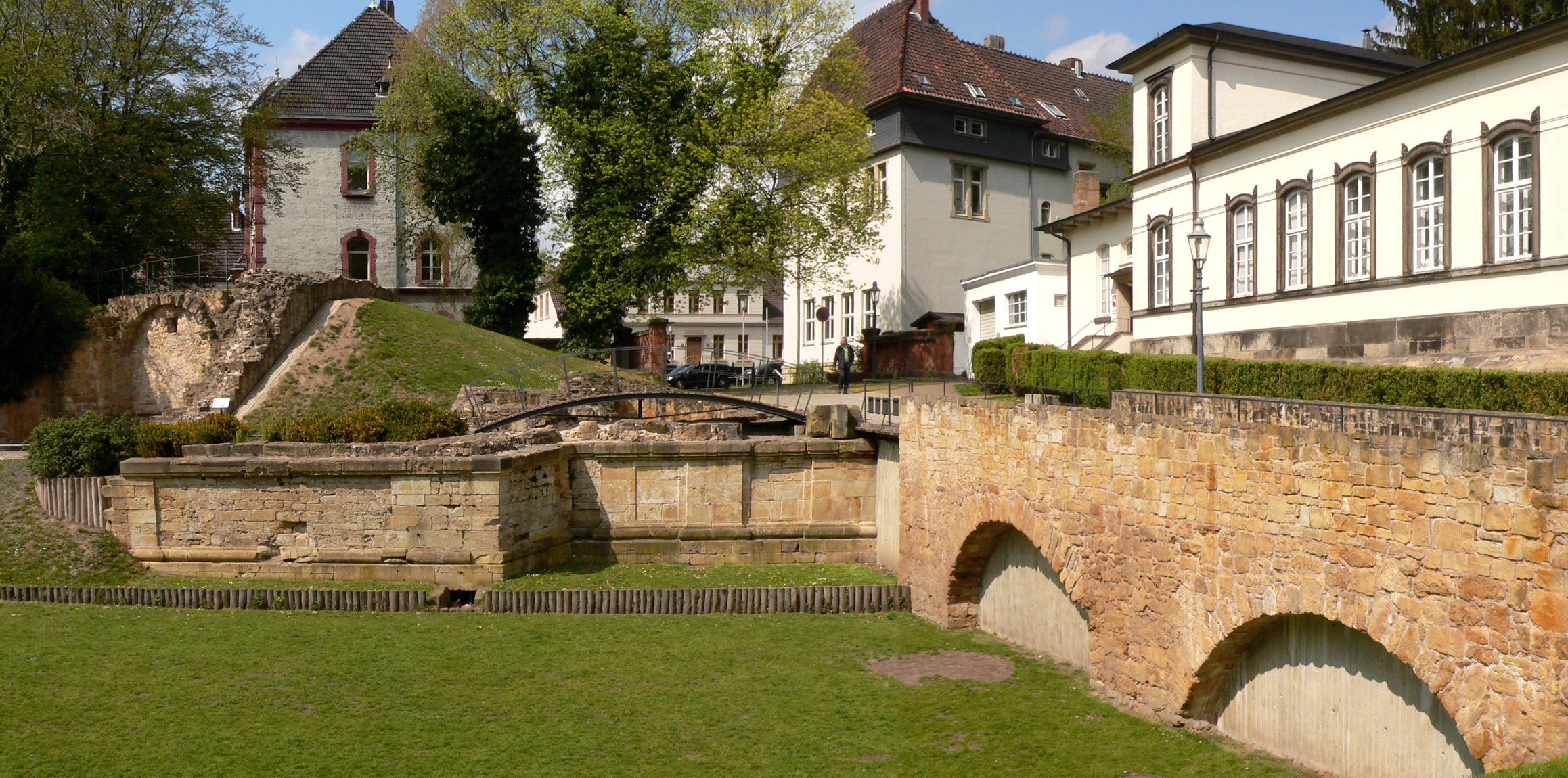
Ruïne van kasteel Peine
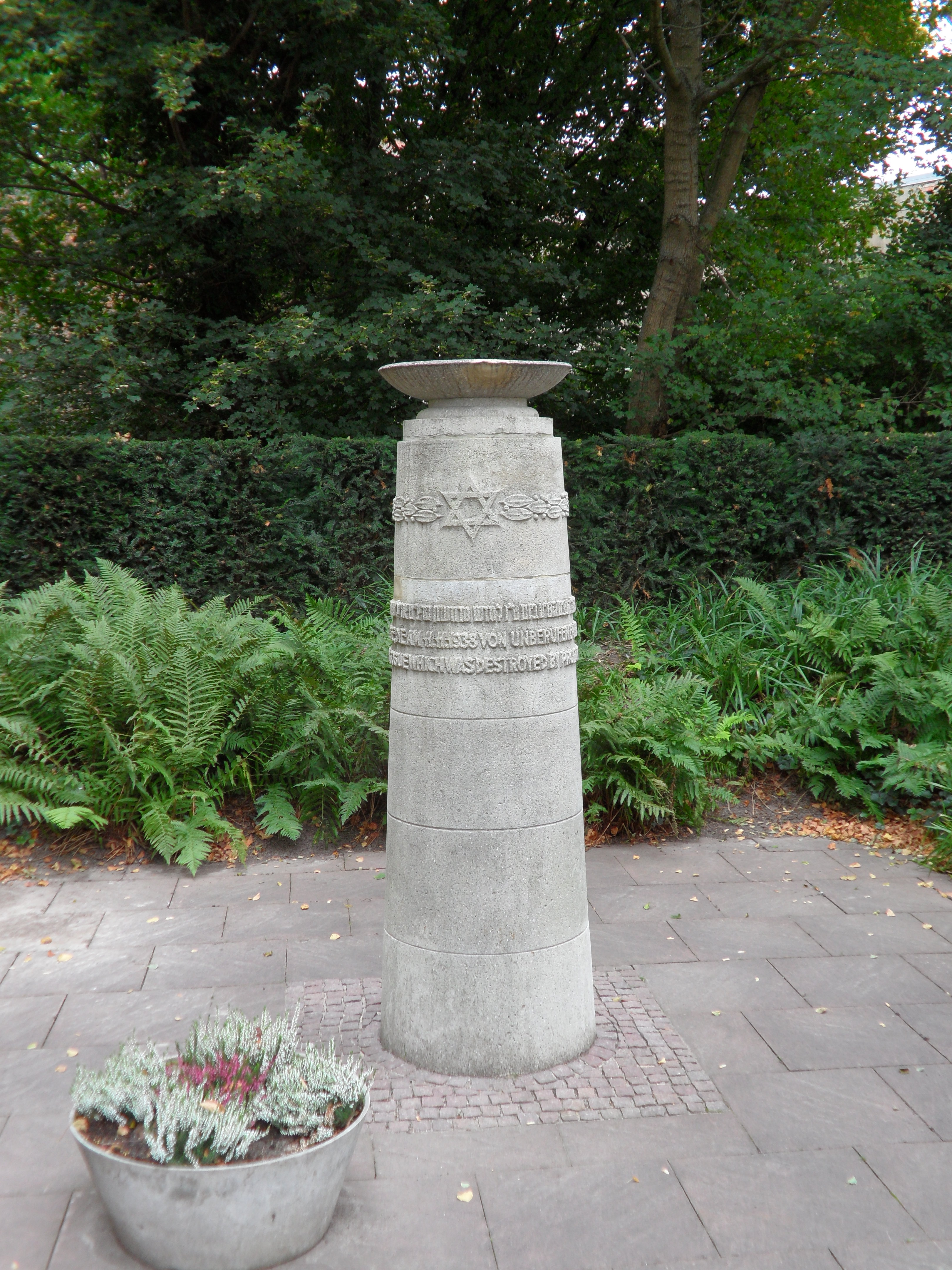
Monument ter herinnering aan  de in 1938 verwoeste synagoge
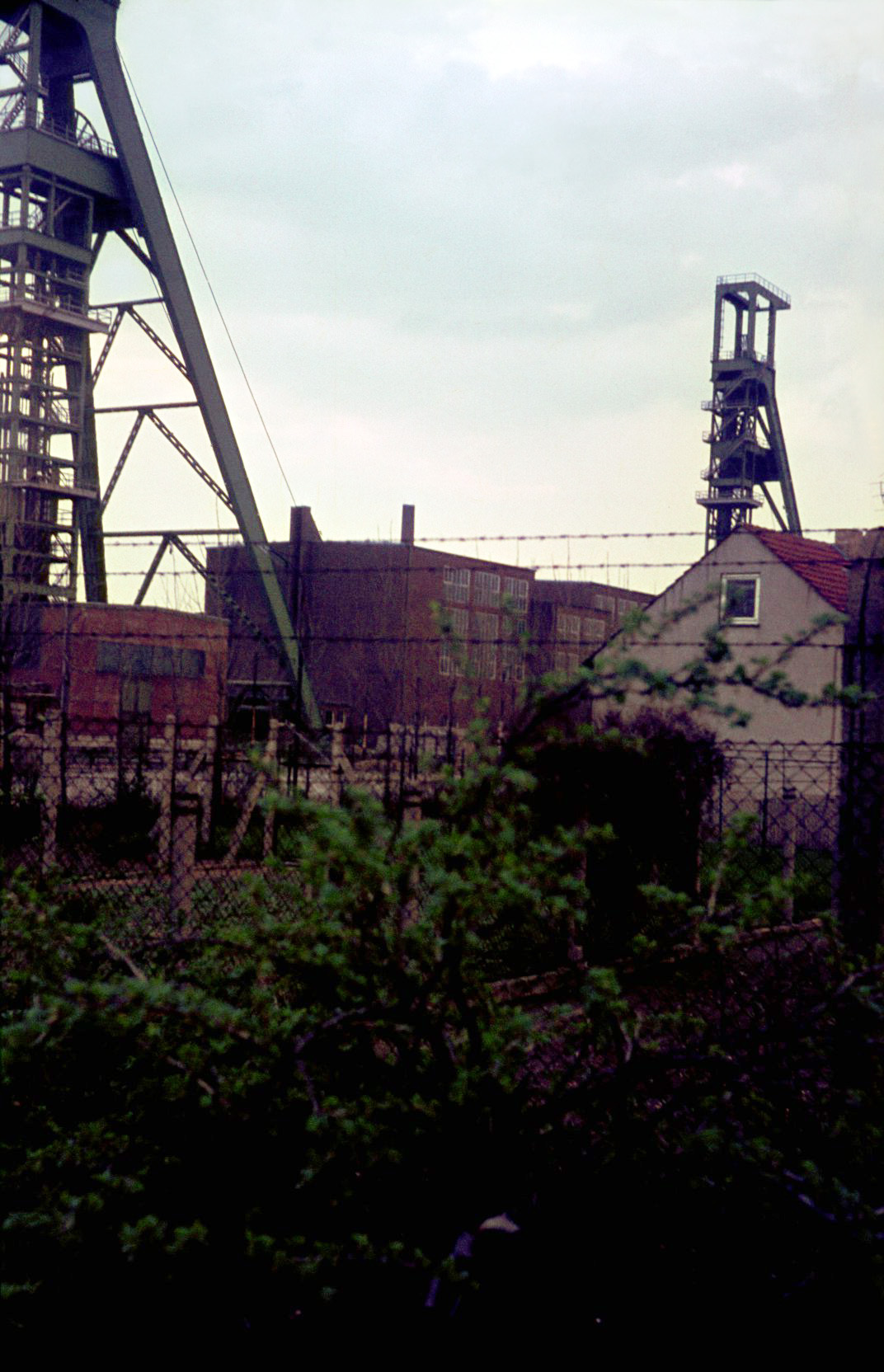
De ijzerertsmijn Grube Peine te Peine-Telgte in 1968

Archeologisch onderzoek heeft uitgewezen dat in en om het huidige Peine in het Neolithicum en de bronstijd reeds mensen woonden. Diverse musea in de regio bezitten vondsten van deze onderzoekingen. In de vroege middeleeuwen leefden in deze streek Saksen, die in de 8e en vroege 9e eeuw door de Franken zijn onderworpen en tot het christendom bekeerd.
De stad Peine werd in 1220 gesticht door Gunzelin von Wolfenbüttel, een vazal van het vorstengeslacht der Welfen, die het (omdat het bijna niet ingenomen kon worden, ook wel Uilennest genaamd) kasteel Peine reeds in 1203 op het Prinsbisdom Hildesheim had veroverd. Drie jaar later verleende hij stadsrechten aan Peine. De Hildesheimers heroverden Peine in 1260. Bisschop Koenraad van Spiers stichtte in 1240 een kasteel en een stad Rosenthal. In 1255 werden deze verwoest tijdens een oorlog tegen het Hertogdom Brunswijk-Lüneburg. Rosenthal is sedertdien een dorpje. Ook bijna alle andere dorpen in de huidige gemeente Peine zijn ontstaan in de middeleeuwen. Vanaf 1260 had Peine het muntrecht. Er werden zilveren munten geslagen, wat o.a. blijkt uit twee in 1954 en 1956 te Peine gevonden schatten, grotendeels bestaande uit zilver.
De Hildesheimse Stiftsoorlog (Duits: Hildesheimer Stiftsfehde) van 1519 tot 1523 tussen de prins-bisschop van Hildesheim en de hertogen van Brunswijk-Wolfenbüttel en Brunswijk-Calenberg moet hier genoemd worden. De oorlog begon als een lokaal conflict tussen prins-bisschop Johan IV van Saksen-Lauenburg en de adel van het prinsbisdom over de pogingen van de bisschop om een aantal verpande gebieden terug te kopen. Vervolgens raakten ook de naburige vorstendommen bij het conflict betrokken.  Tijdens deze oorlog was met name de stad Peine en het daar vlakbij gelegen kasteel in het geding. Peine werd gedurende de gevechten ten minste driemaal aangevallen en twee keer in brand gestoken, maar bleef, o.a. door het behoud van het kasteel, Hildesheims.
Andere zware branden teisterden de stad in de jaren 1510, 1557 en 1592. Bij de brand van 1557 ging het stadsarchief verloren.
In de Dertigjarige Oorlog (1618-1648) was de stad een speelbal van de strijdende partijen, die er beurtelings de macht hadden. Uiteindelijk was het -intussen gedeeltelijk protestants geworden, maar uiteindelijk bij Hildesheim gebleven- Peine  economisch volkomen geruïneerd. In de 18e eeuw trad geen grote verbetering in, o.a. door militaire bezettingen van de stad  tijdens de Zevenjarige Oorlog (1756-1763). In 1803 werd het bouwvallige kasteel van Peine afgebroken. Na de val van Napoleon kwam Peine aan het Koninkrijk Hannover, in 1866 aan het Koninkrijk Pruisen en in 1871 aan het Duitse Keizerrijk.
In de 19e eeuw begon de industrialisering met de aansluiting van Peine op het spoorwegnet (1844). In dezelfde periode werd in het direct ten zuiden van Peine gelegen Ilsede ijzererts in de grond ontdekt. Van 1858 tot 1978 werd deze delfstof in mijnen (waarvan één in Telgte ten noordwesten van het centrum van Peine) gewonnen en in de fabriek Ilseder Hütte tot halfproducten verwerkt. In de staalfabrieken te Peine, waaronder een staal- en ijzerwalserij,  werden daar eindproducten van gemaakt. Belangrijk voor de belevering van de industrie met steenkool was ook de ingebruikname van het Mittellandkanaal in 1929.
De enige positieve "erfenis" van de periode van het Derde Rijk was de voltooiing in 1936 van de Reichsautobahn langs de stad, die thans de Bundesautobahn 2 is. In 1938 begon ook te Peine met het afbranden van de synagoge van de stad de gruwelijke Jodenvervolging; van de Joden uit Peine kwam iedereen, die niet tijdig naar het buitenland was geëmigreerd, om. In de Tweede Wereldoorlog werd de zware industrie te Peine, die was ingezet voor de wapenproductie, diverse malen vanuit geallieerde vliegtuigen gebombardeerd.  Na een beperkt geallieerd bombardement op de stad op 9 april 1945 gaf Peine zich de volgende dag aan de geallieerden over. Direct na de oorlog moest Peine ongeveer 10.000 Heimatvertriebene huisvesten, Duitsers die de Pools en Russisch geworden gebieden in o.a. Oost-Pruisen en Silezië hadden moeten verlaten.
Op 22 januari 1946 gebeurde in de ijzerertsmijn Grube Peine een ernstig mijnongeval. Een lift, waarvan niet van tevoren was vastgesteld welk maximum gewicht deze kon vervoeren, stortte met mijnwerkers erin 400 meter diep de schacht in. Daarbij kwamen 44 mijnwerkers om het leven; één man overleefde de crash. Op het kerkhof van Peine-Telgte is ter herinnering aan deze ramp een monument geplaatst.
In 1975 begon door een internationale crisis op de staalmarkt, een grote achteruitgang in de werkgelegenheid, omdat ook te Peine bedrijfssluitingen en -inkrimpingen in de zware industrie plaatsvonden; toch bleef deze industrie deels behouden door modernisering en overschakeling op producten, waaraan zeer hoge kwaliteitseisen worden gesteld.

## Bezienswaardigheden

### Kerkgebouwen e.d.
- De evangelisch-lutherse, uit 1899 daterende Sint-Jacobikerk
- De rooms-katholieke Kerk der HH. Engelen (1868)
- Diverse tot de gemeente behorende dorpen hebben een monumentale of aardige, doorgaans evangelisch-lutherse dorpskerk, zie afbeeldingen

### Musea, cultureel leven
- Het in 1998 aangelegde stadspark Burgpark rondom de ruïnes van het oude kasteel Burg Peine
- Het Kreismuseum van Peine is niet alleen een streekmuseum, maar is ook gewijd aan de geschiedenis van de staalindustrie van Peine.
- Schokoland is een bedrijfsmuseum van de chocoladefabriek Rausch, gewijd aan de productie en producten daarvan door de jaren heen. Het is dicht bij de fabriek gevestigd, op een industrieterrein ten noorden van de stad.
- De in 1922 gebouwde Peiner Festsäle zijn een schouwburg met circa 730 zitplaatsen. Er kunnen ook operette- en musicalvoorstellingen worden gegeven.
- Het in 1988 gebouwde Forum, in de binnenstad, is een multifunctioneel gebouw voor o.a. rock- en klassieke concerten, lezingen e.d. en heeft circa 300 zitplaatsen.

### Overige
- Bij stadsdeel Eixe ligt de 42 ha grote Eixer See. De fraai gelegen, in 1949 uitgegraven grindwinningsplas is een recreatiemeertje met bescheiden zwem- en andere faciliteiten. Het grind werd in het verleden hier en ook elders langs de Fuhse gewonnen, om de schachten van uitgeputte gedeeltes van de ijzerertsmijnen te kunnen dichtstorten.
- De bij Eixe gelegen watermolens op de Fuhse, de Eixer Mühle en de Berger Mühle, zijn niet meer maalvaardig, en alleen vermeldenswaardig om hun schilderachtige ligging.
- Ten zuidoosten van Essinghausen en ten noorden van Woltorf ligt een voor wandelingen geschikt bosgebied, het Woltorfer Holz. Aansluitend ligt nabij Handorf een wat moerassig gebied met enkele meertjes, dat in het dal van de Fuhse uitkomt. Dit laatste gebied is een natuurreservaat.
- Het 63,2 ha grote Wendesser Moor even ten zuidwesten van Wendessen is een ecologisch waardevol veenreservaat, waar verschillende beschermde vogels, waaronder diverse soorten rallen voorkomen.
- Te Schwicheldt staat het kasteelachtige landhuis van die naam. Het wordt door een adellijke familie bewoond. Bezichtiging, ook van de omliggende tuinen, is niet mogelijk.

## Fotogalerij

### Kerkgebouwen e.d.

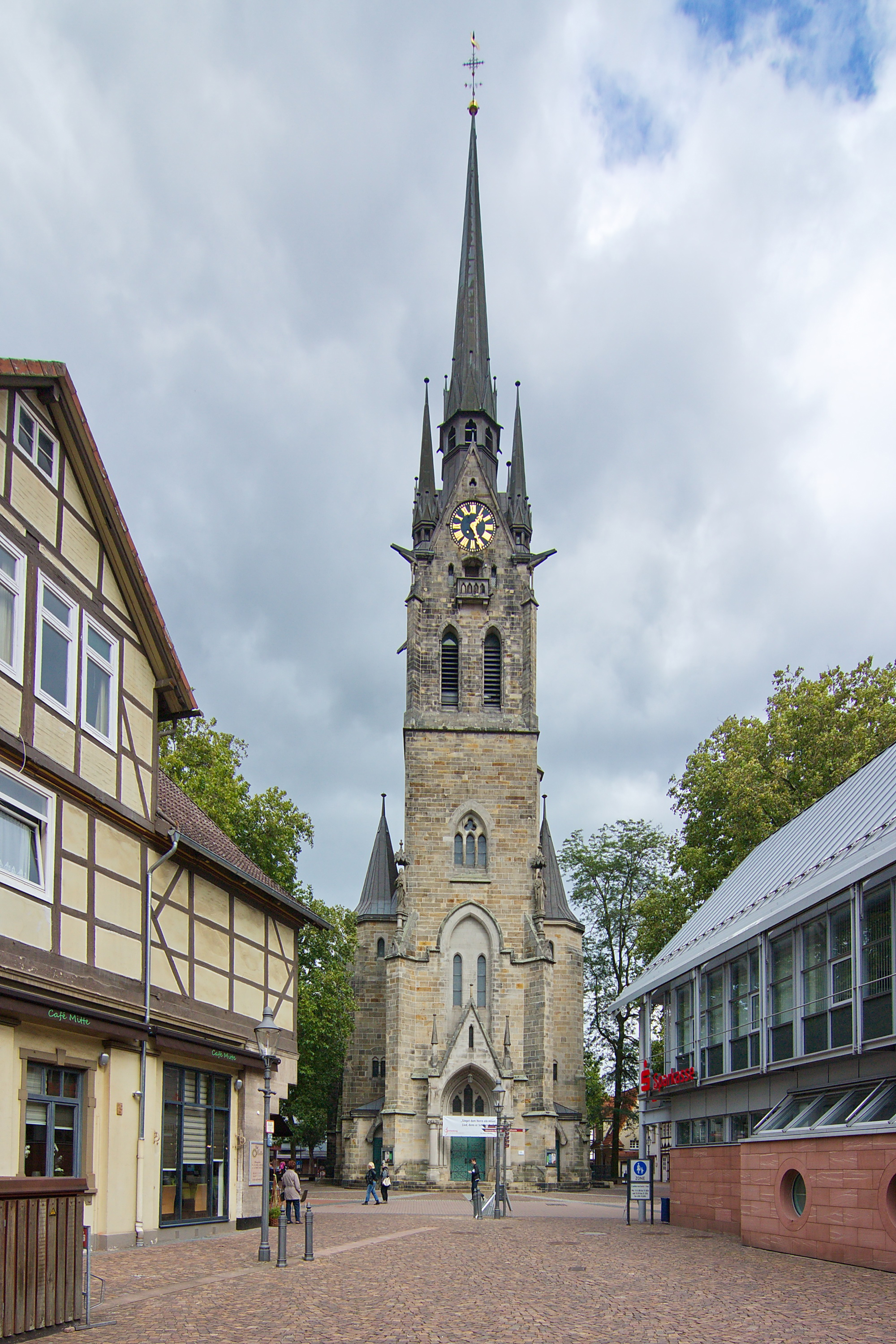
St. Jacobikerk (1899)
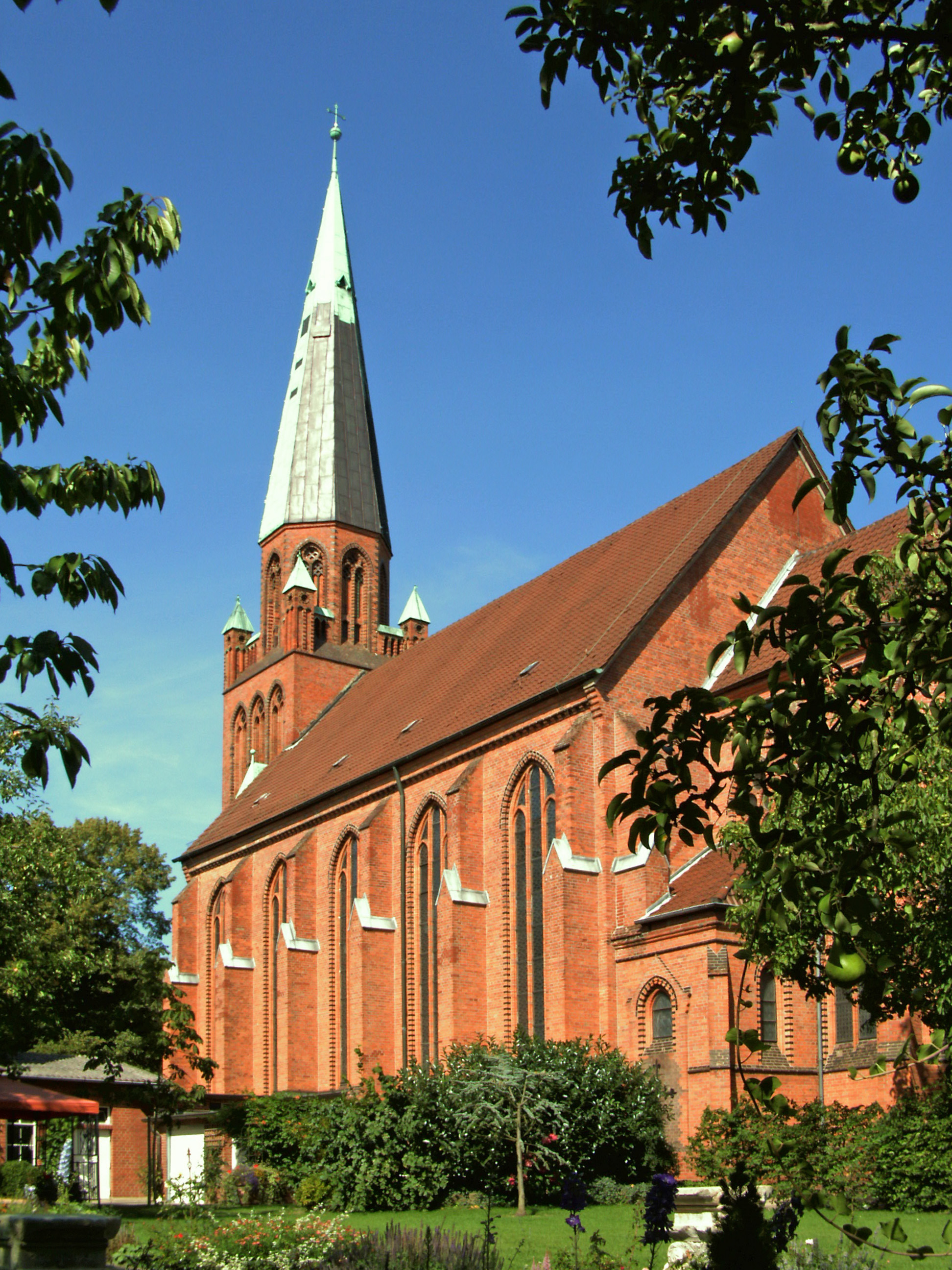
R.K. Kerk der HH. Engelen te Peine (1868)
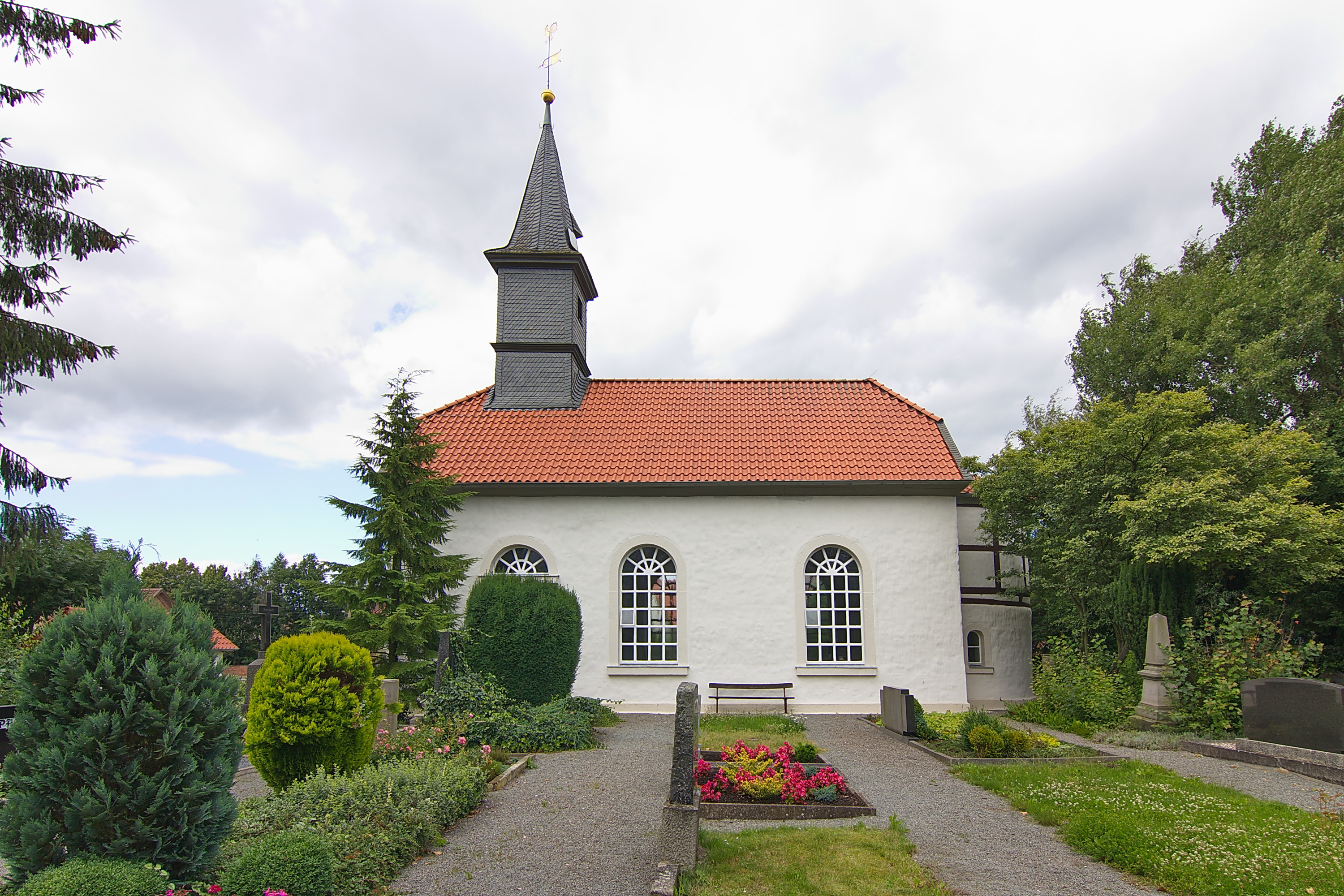
Dorpskerkje van Berkum (1836)
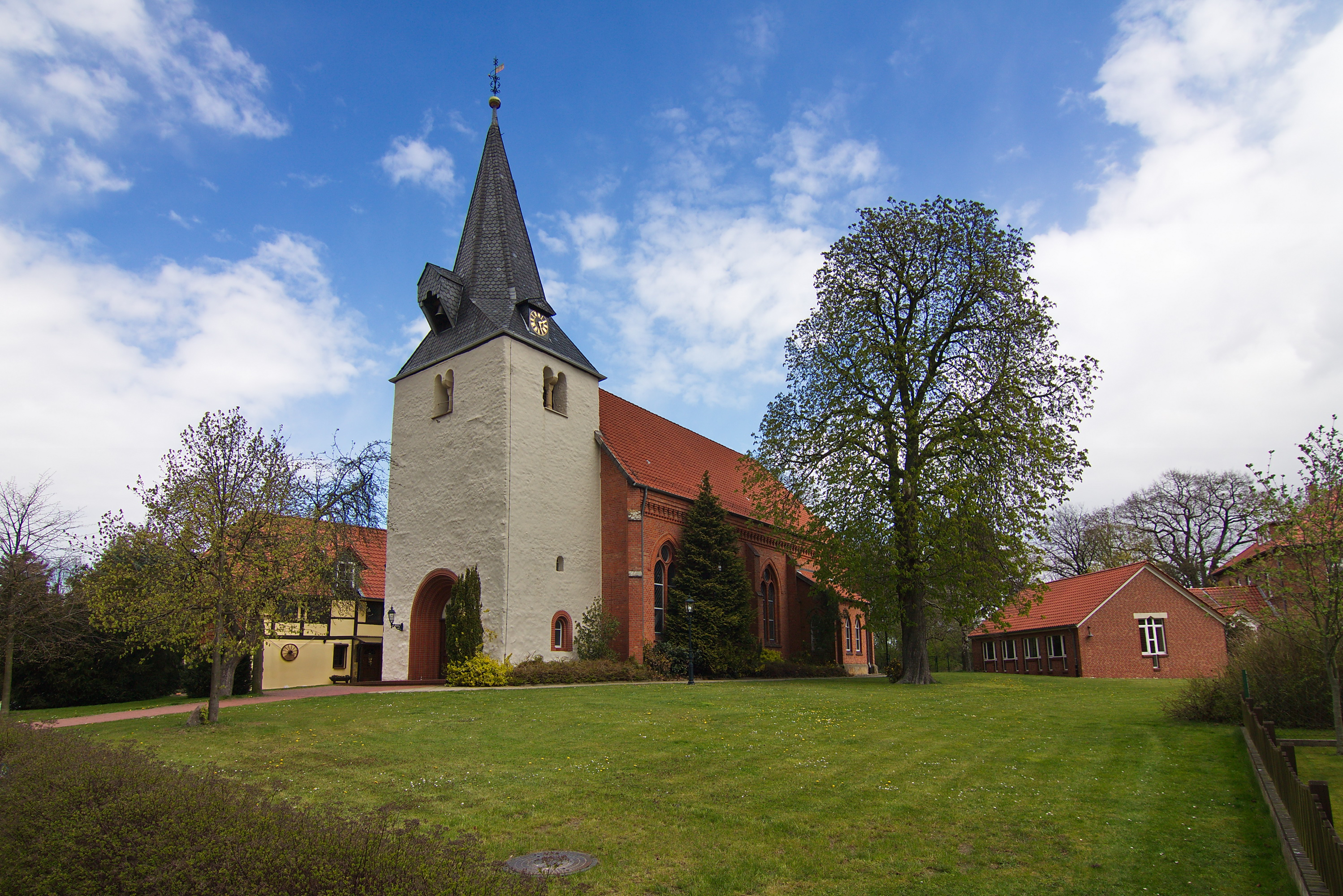
St. Johanneskerk, Dungelbeck (1885; toren 12e- of 13e-eeuws)
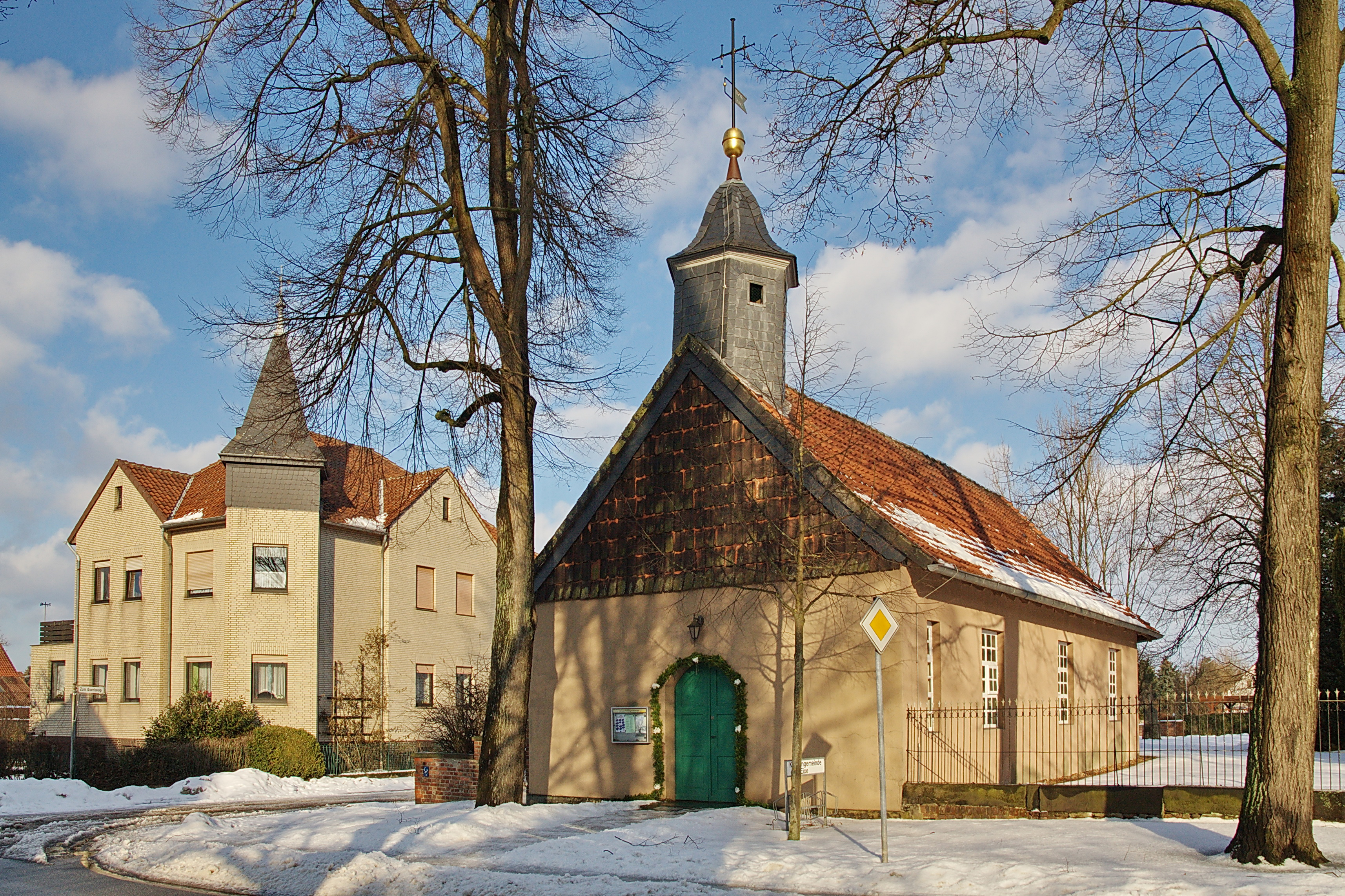
Eixe, 18e-eeuws kapelletje op de begraafplaats
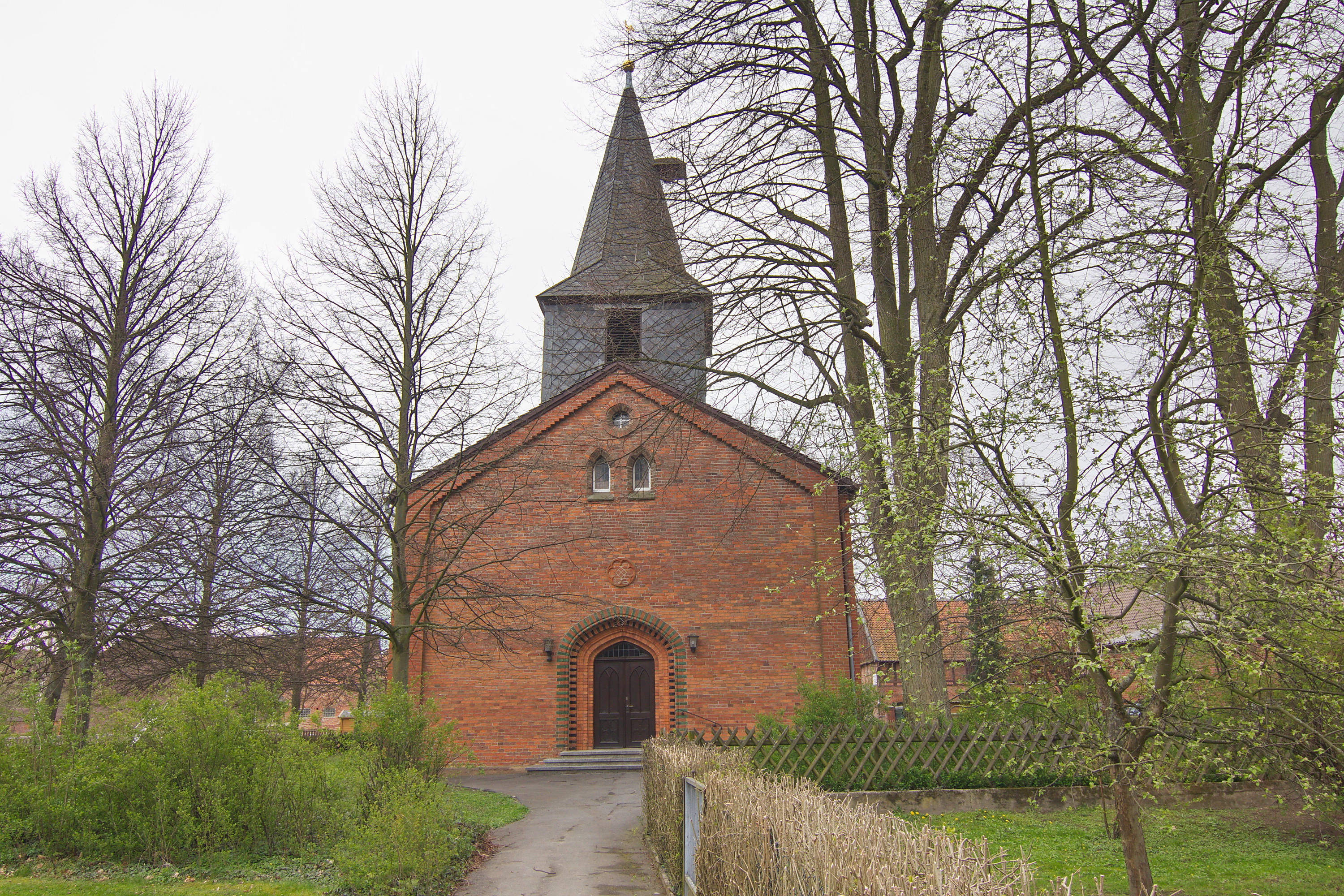
Handorf, Mariakerk
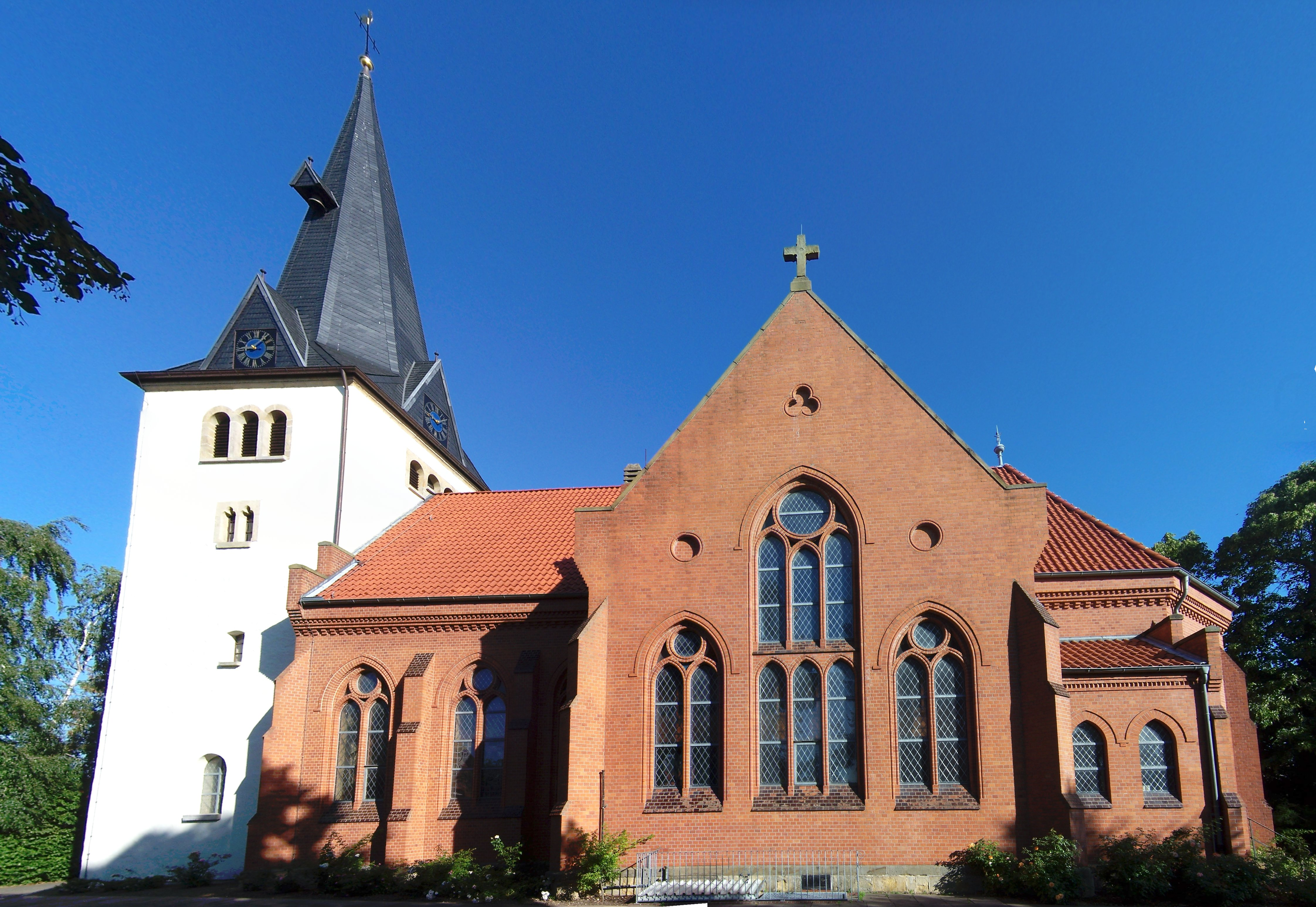
Rosenthal, kerk St. Godehard
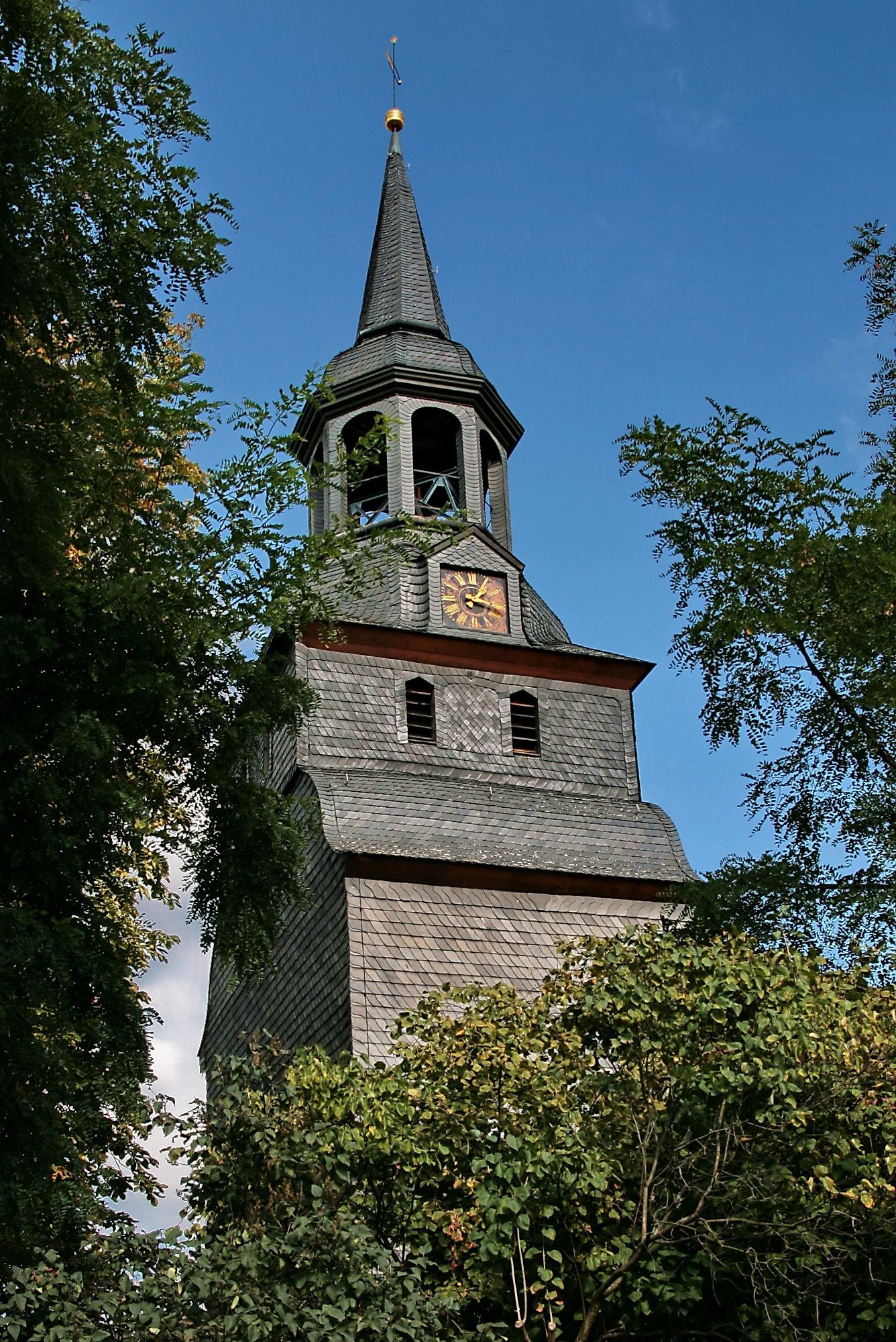
Schmedenstedt, St. Joriskerk (17e eeuw)
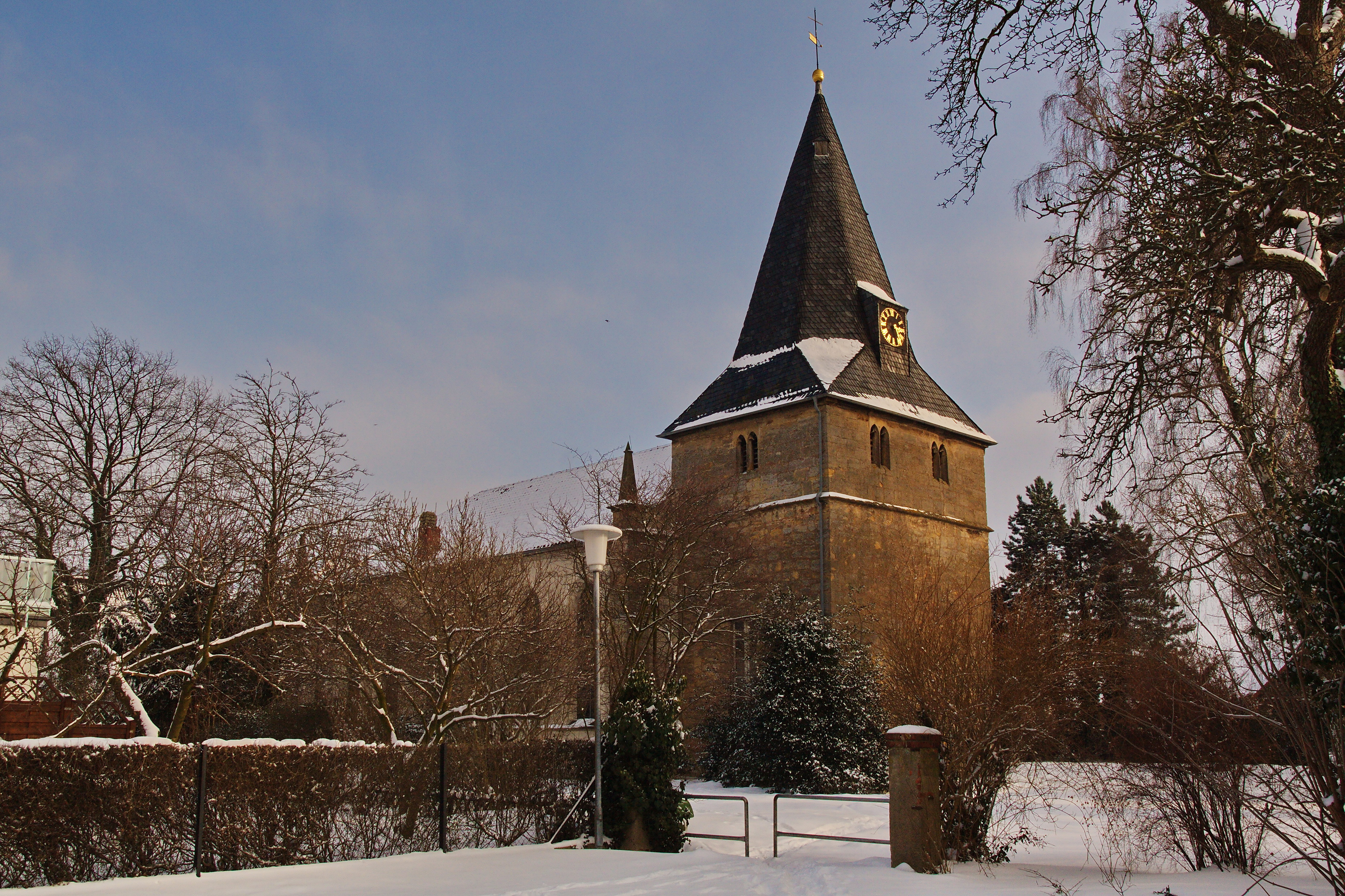
Kerk St. Michael te Schwicheldt (1843, toren middeleeuws)
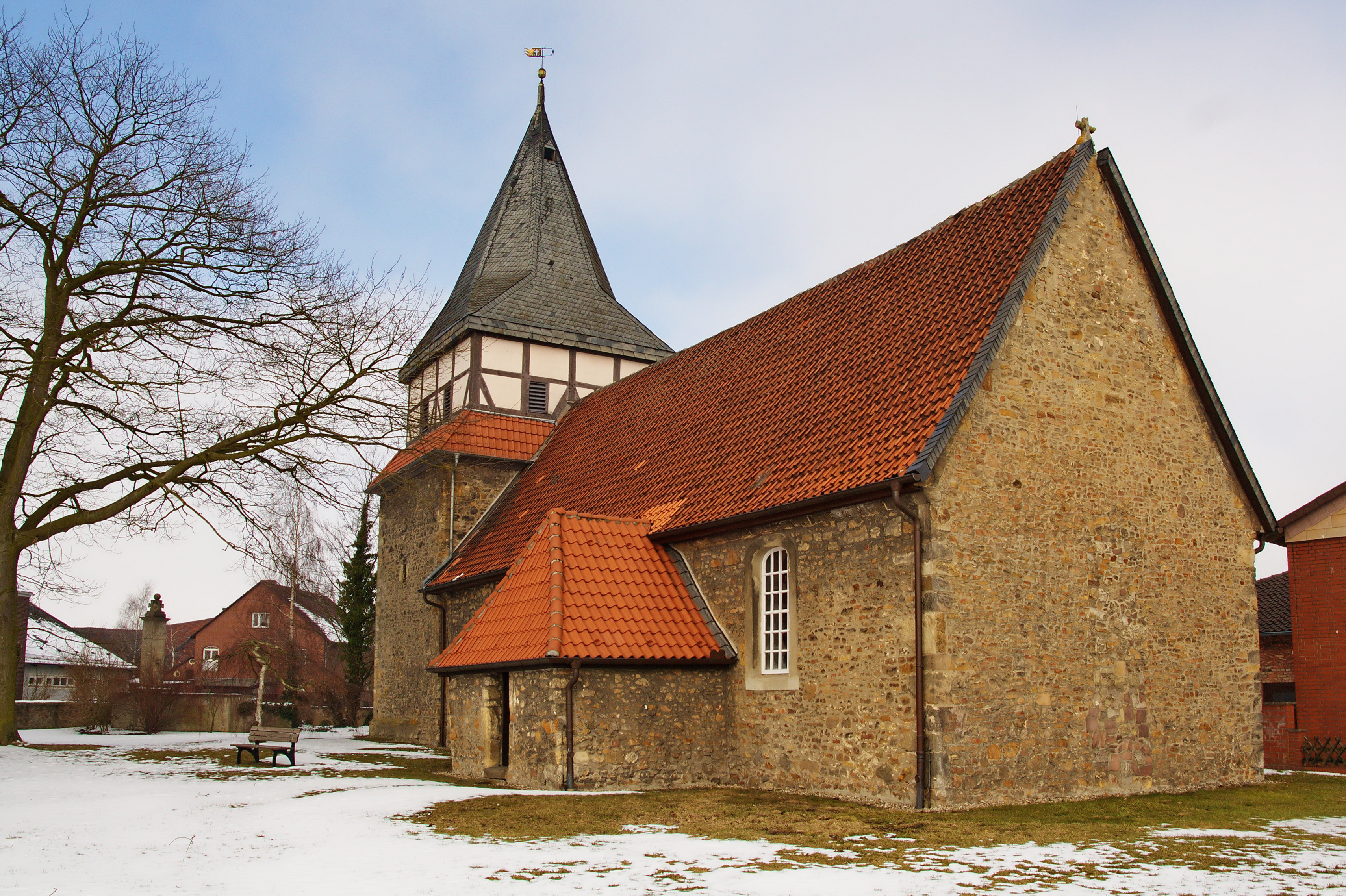
Kerk St.-Pieter te Stederdorf (13e eeuw; toren 14e eeuw)
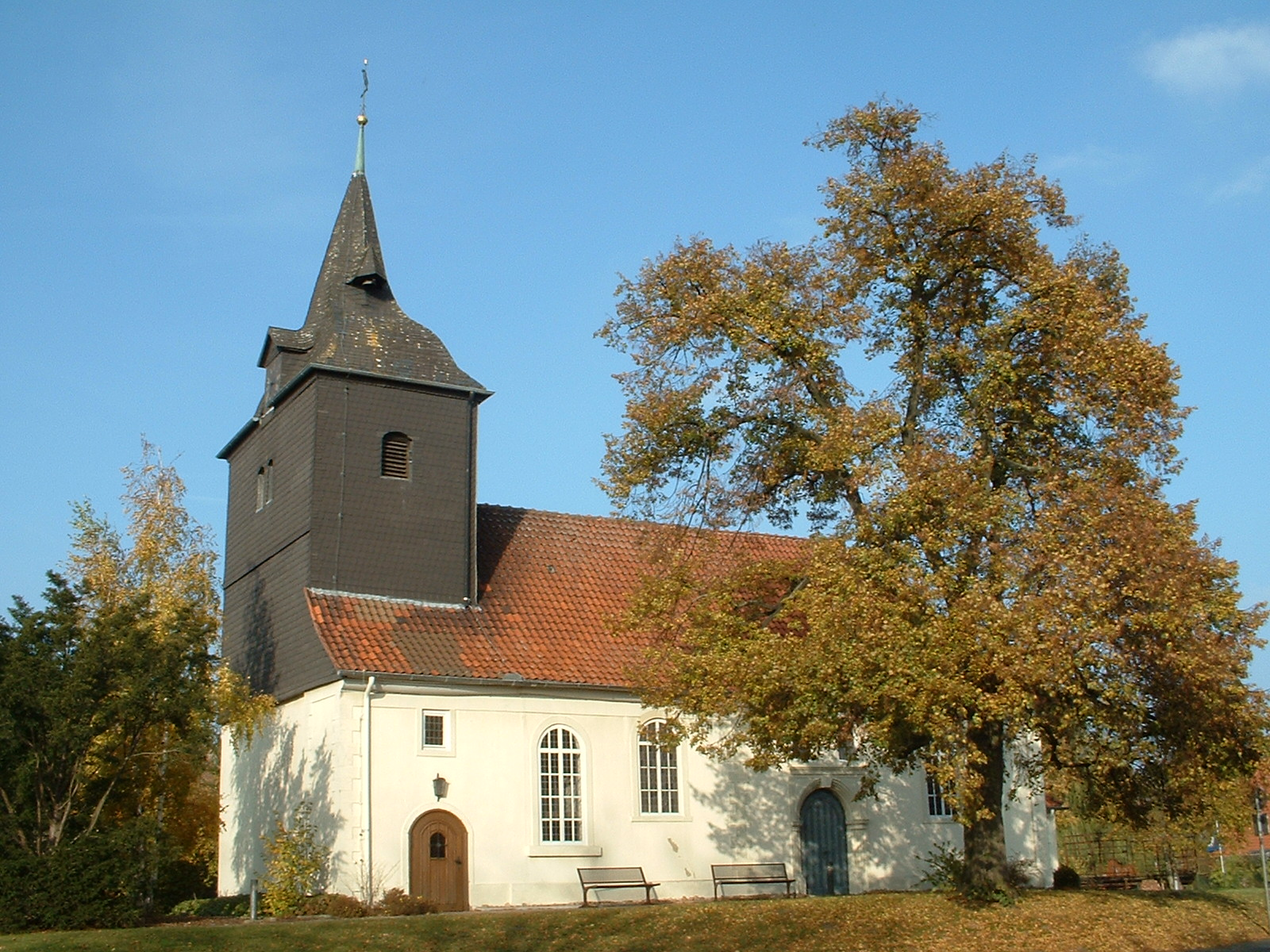
Evang.-lutherse kerk te Vöhrum ( plm. 1700)
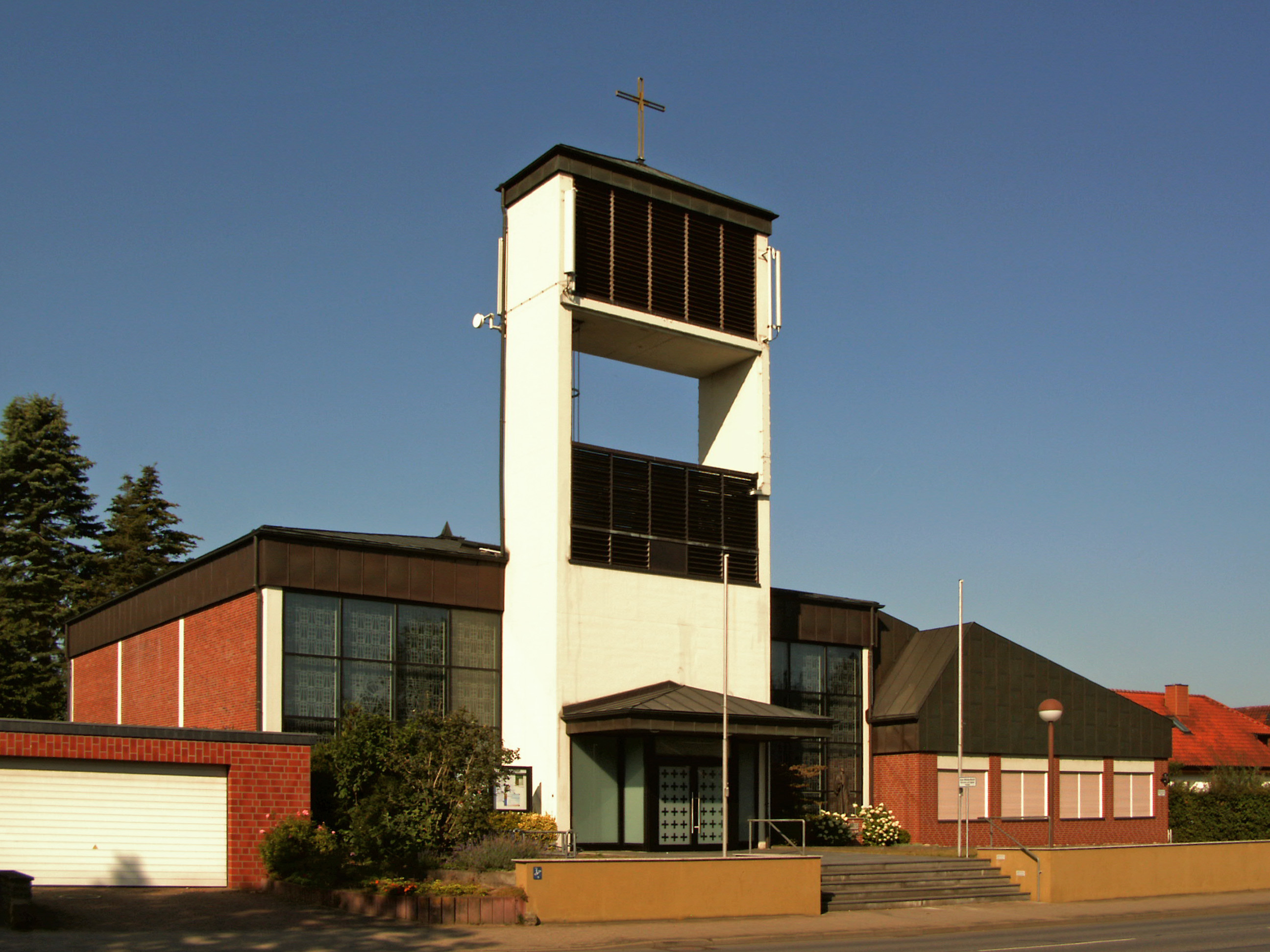
R.K. St.-Jozefkerk te Vöhrum (1960)
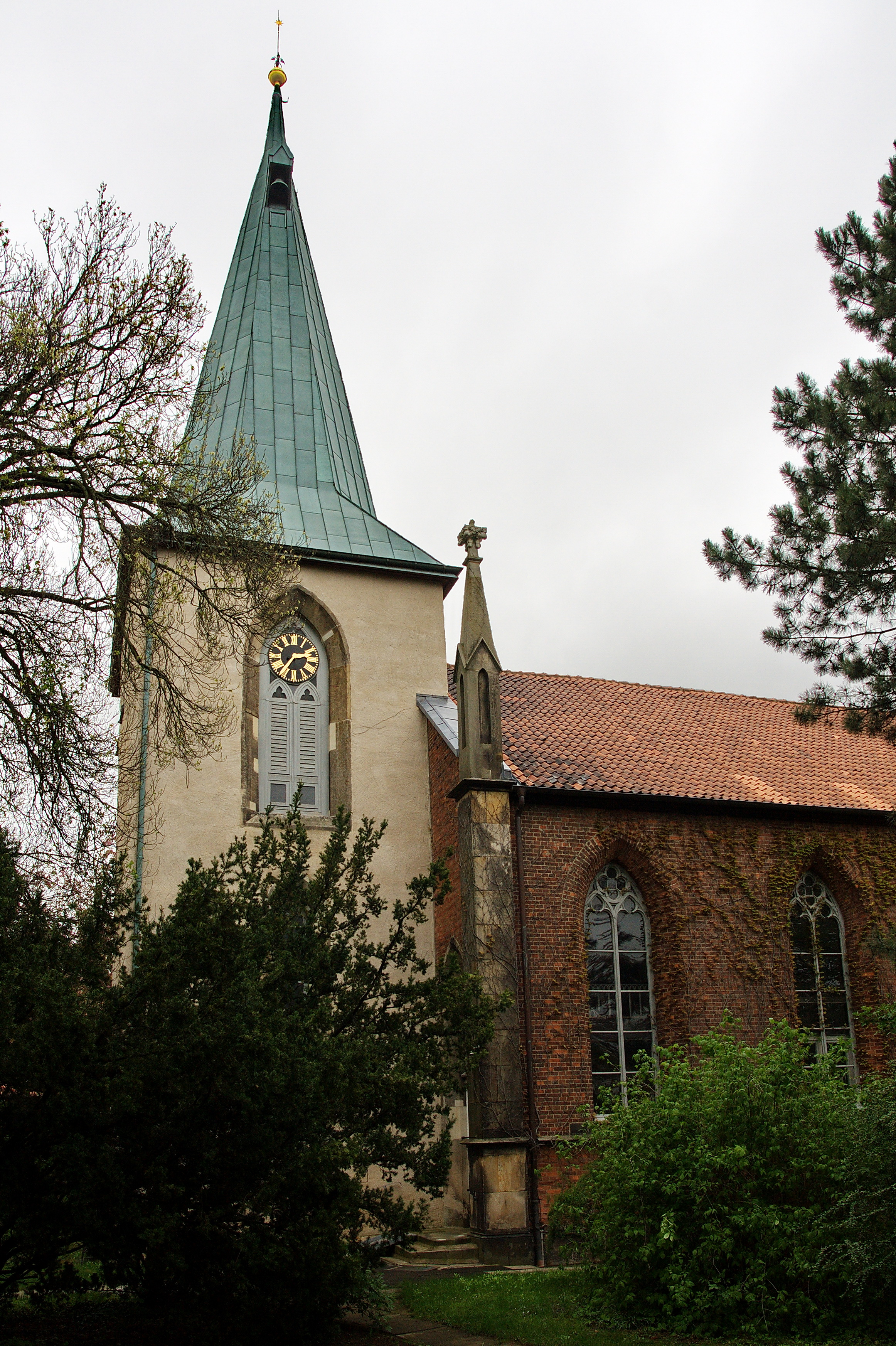
Evang.-lutherse O.L. Vrouwekerk, Woltorf (1854)

### Overige

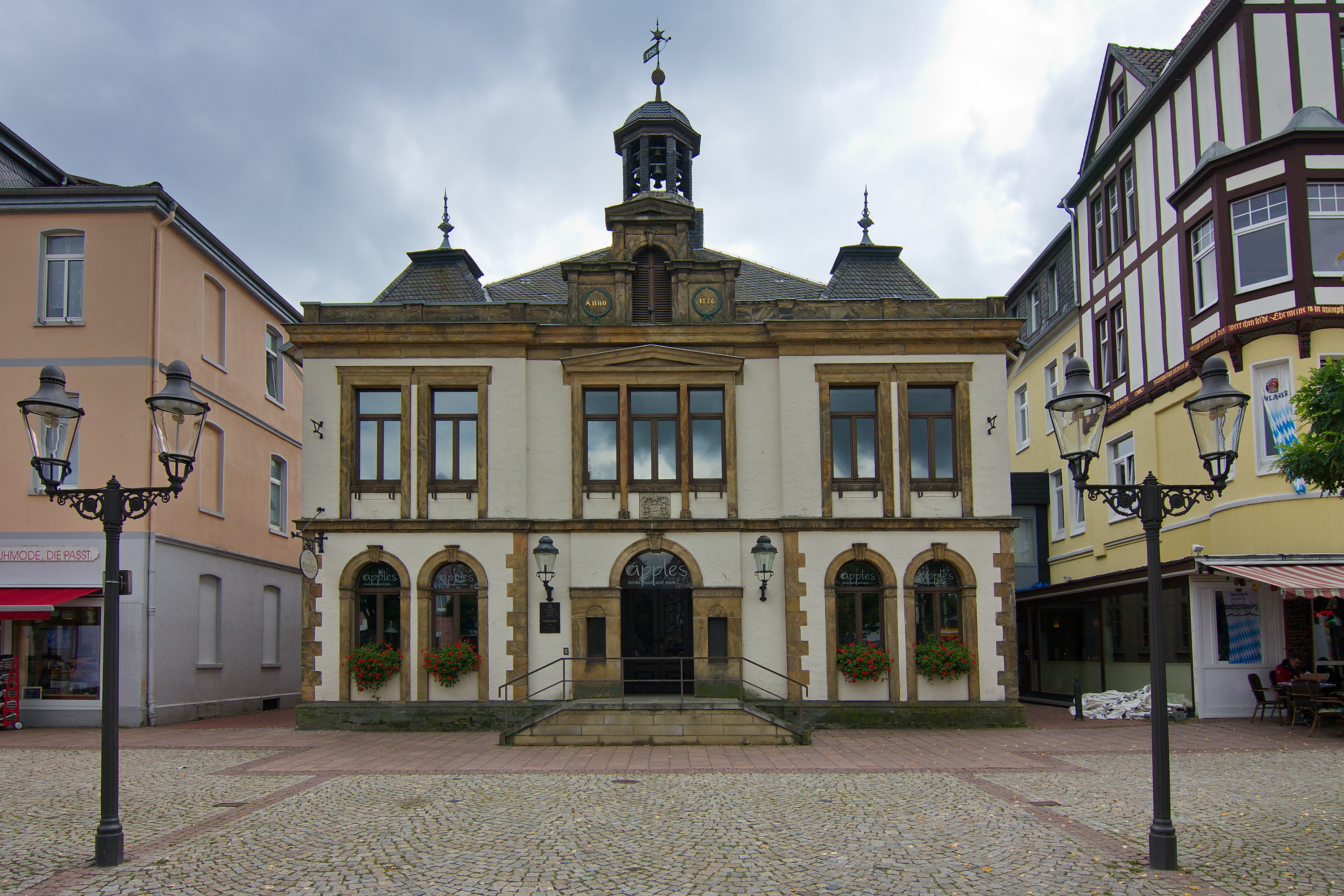
Oude Raadhuis (1827)
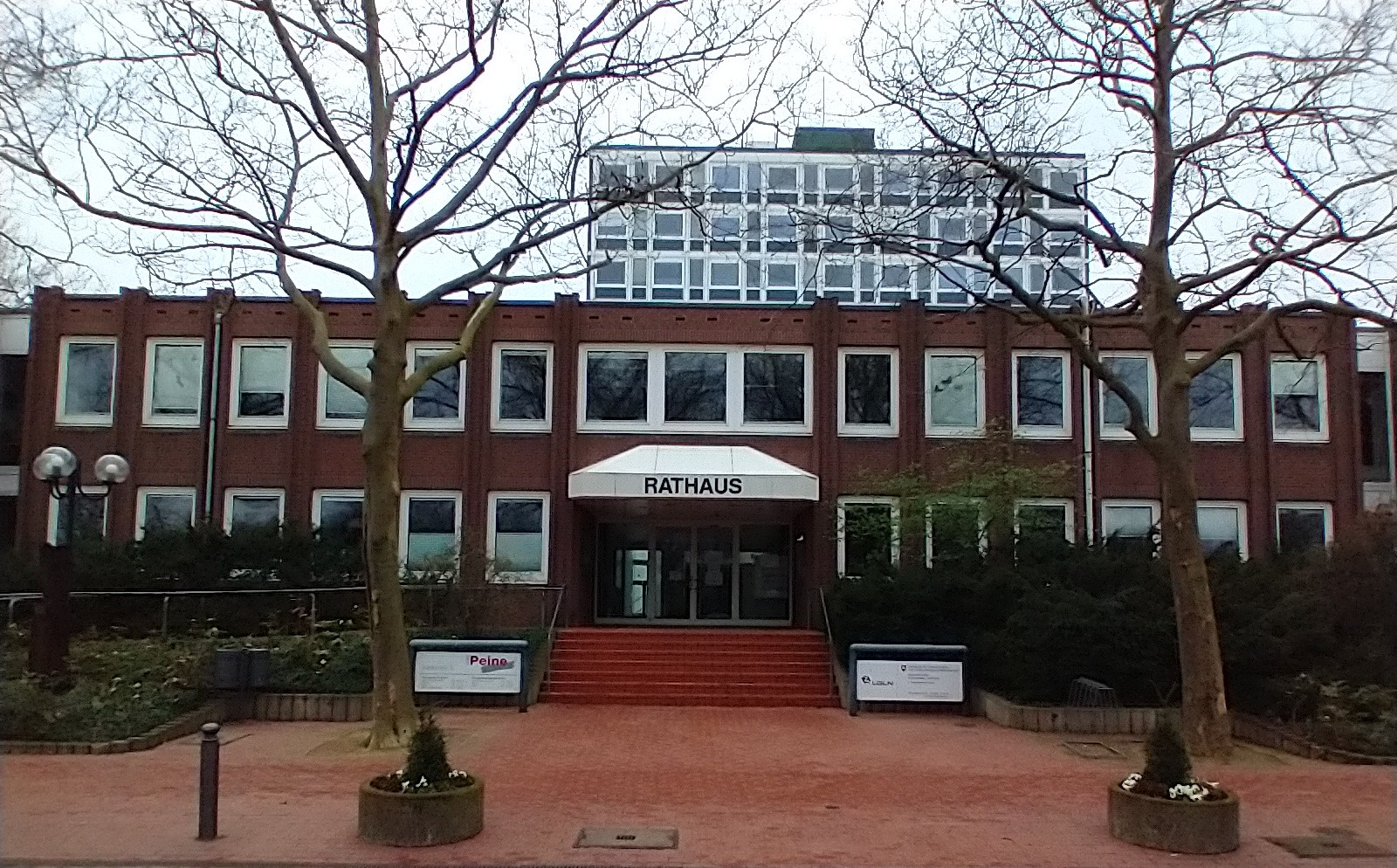
Stadhuis
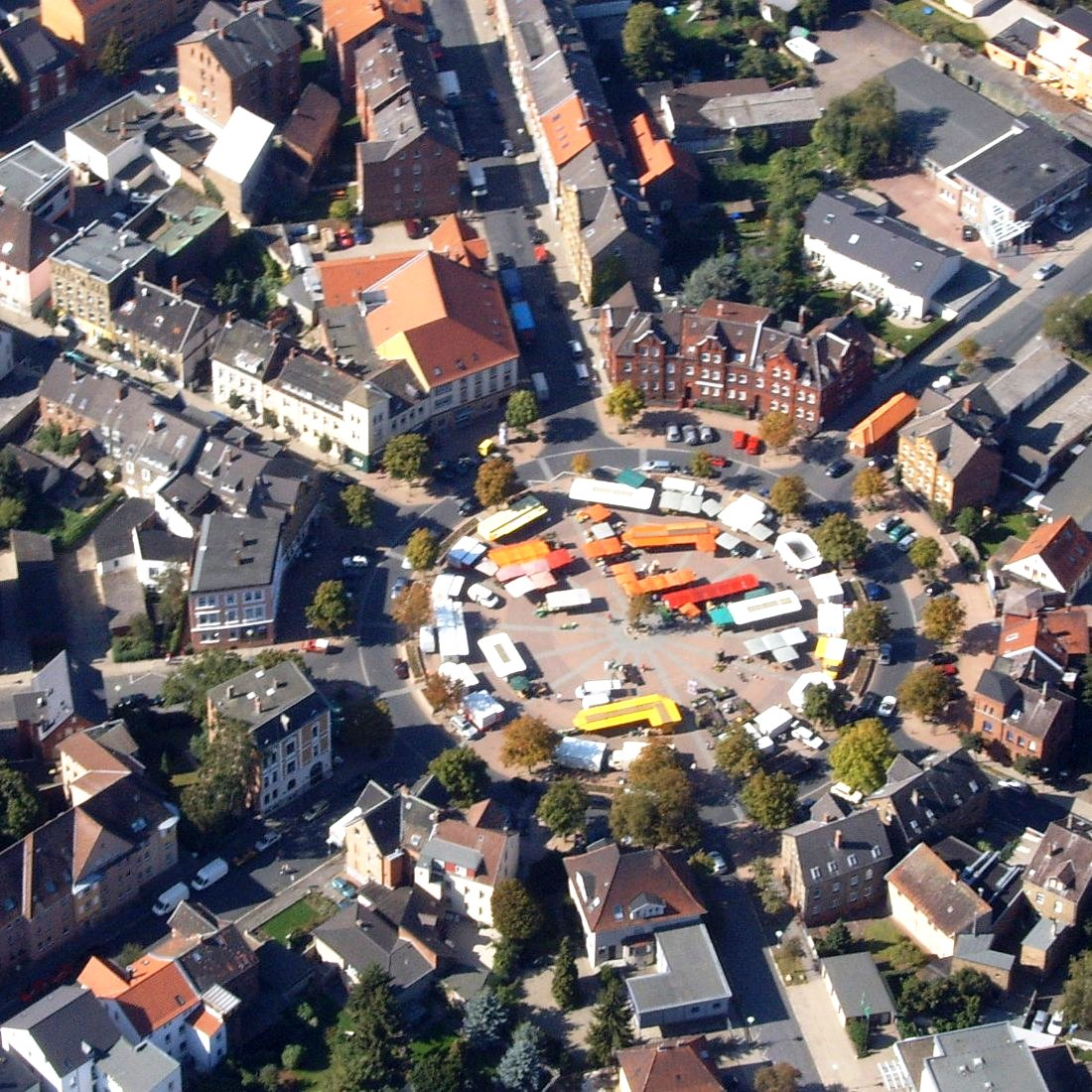
Luchtfoto van de Hagenmarkt (2006)
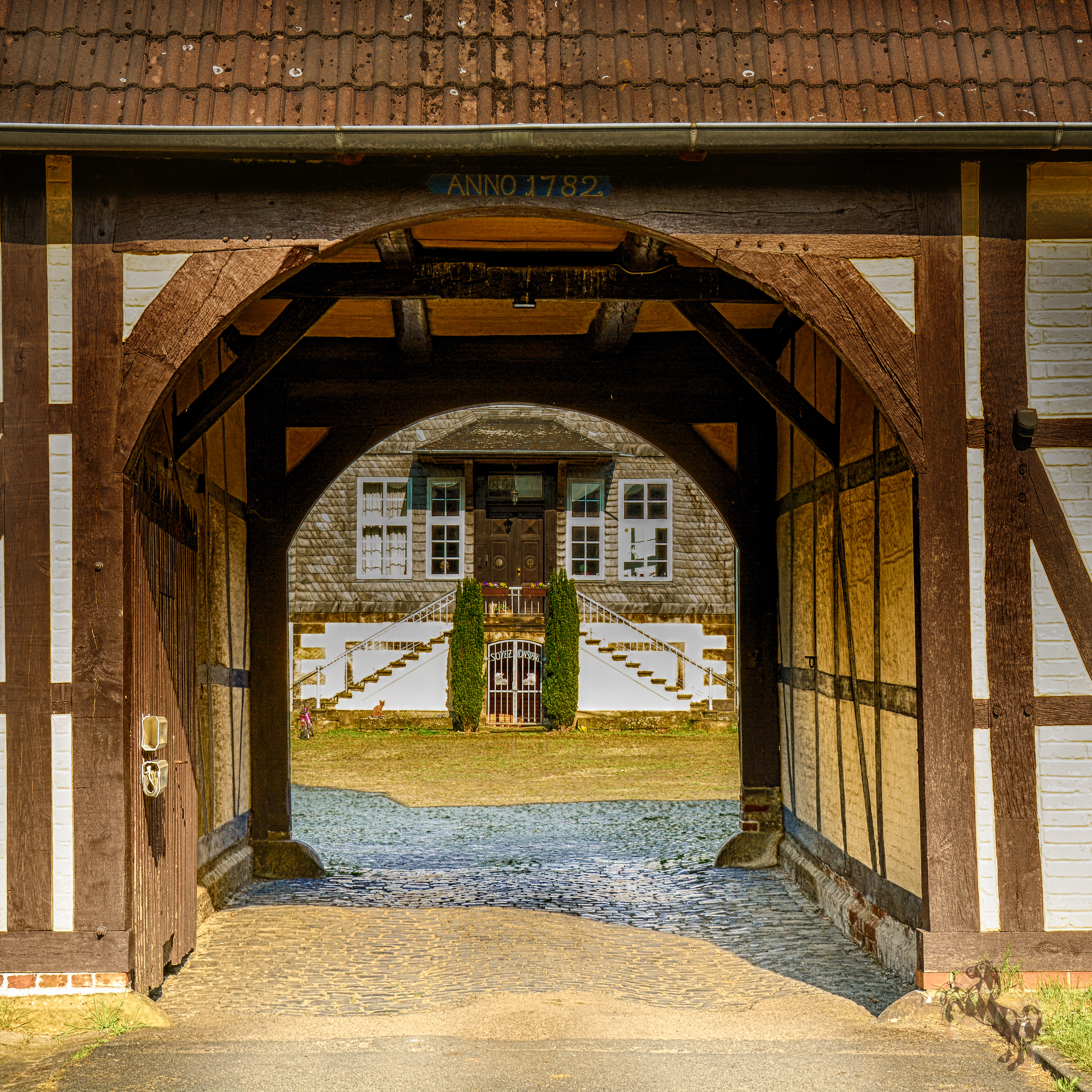
Poorthuis Huize Schwicheldt (1782)
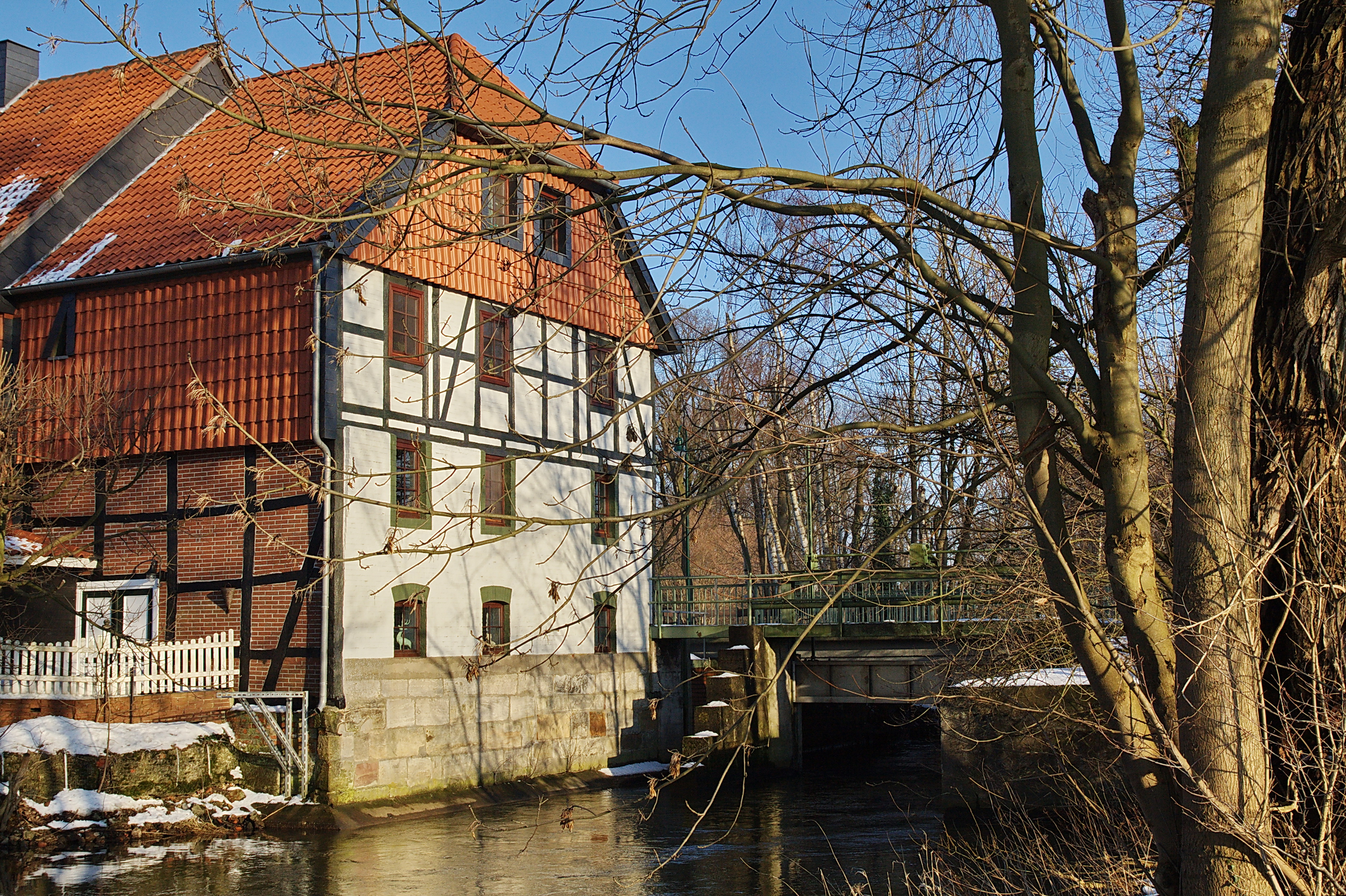
Watermolen van Eixe, ten NW van Peine, op de Fuhse
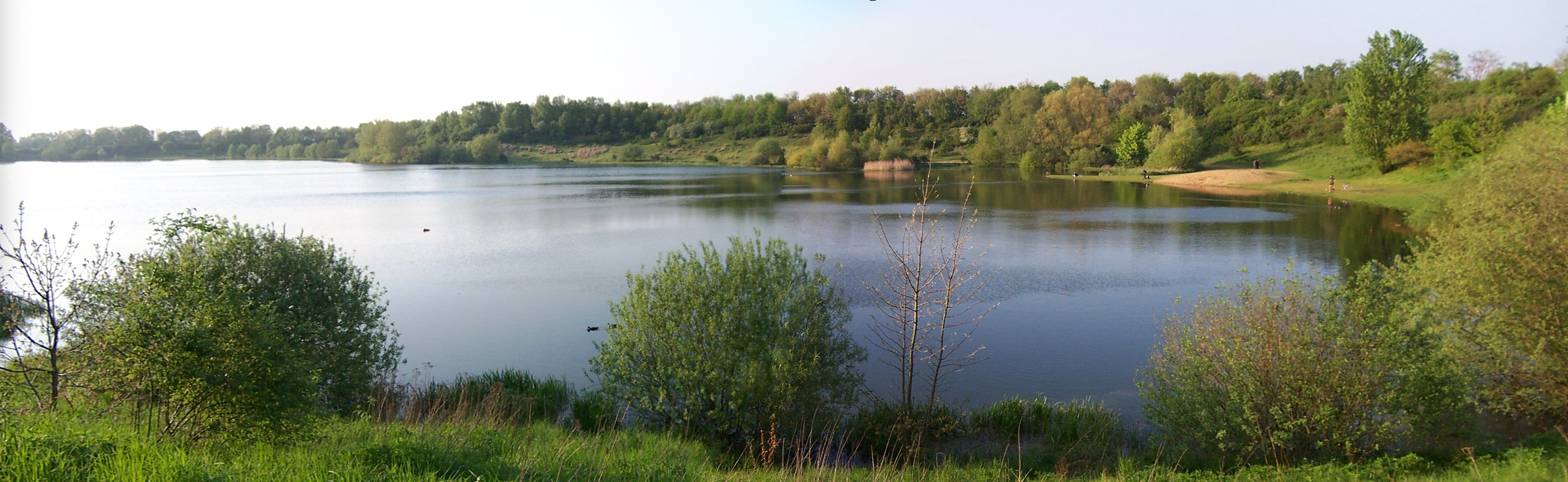
Het meertje Eixer See
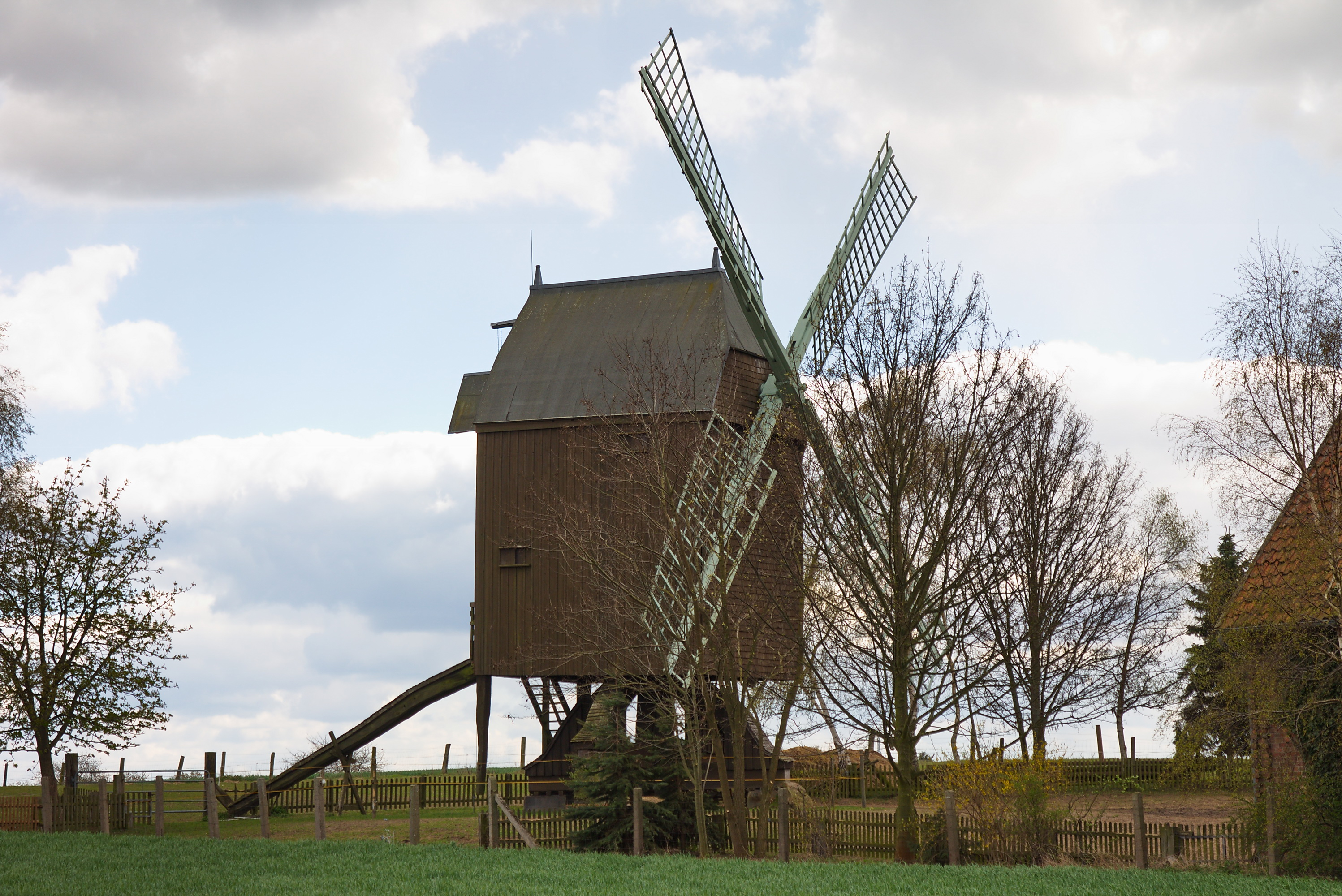
Standerdmolen Woltersche Muehle (1884), Stederdorf
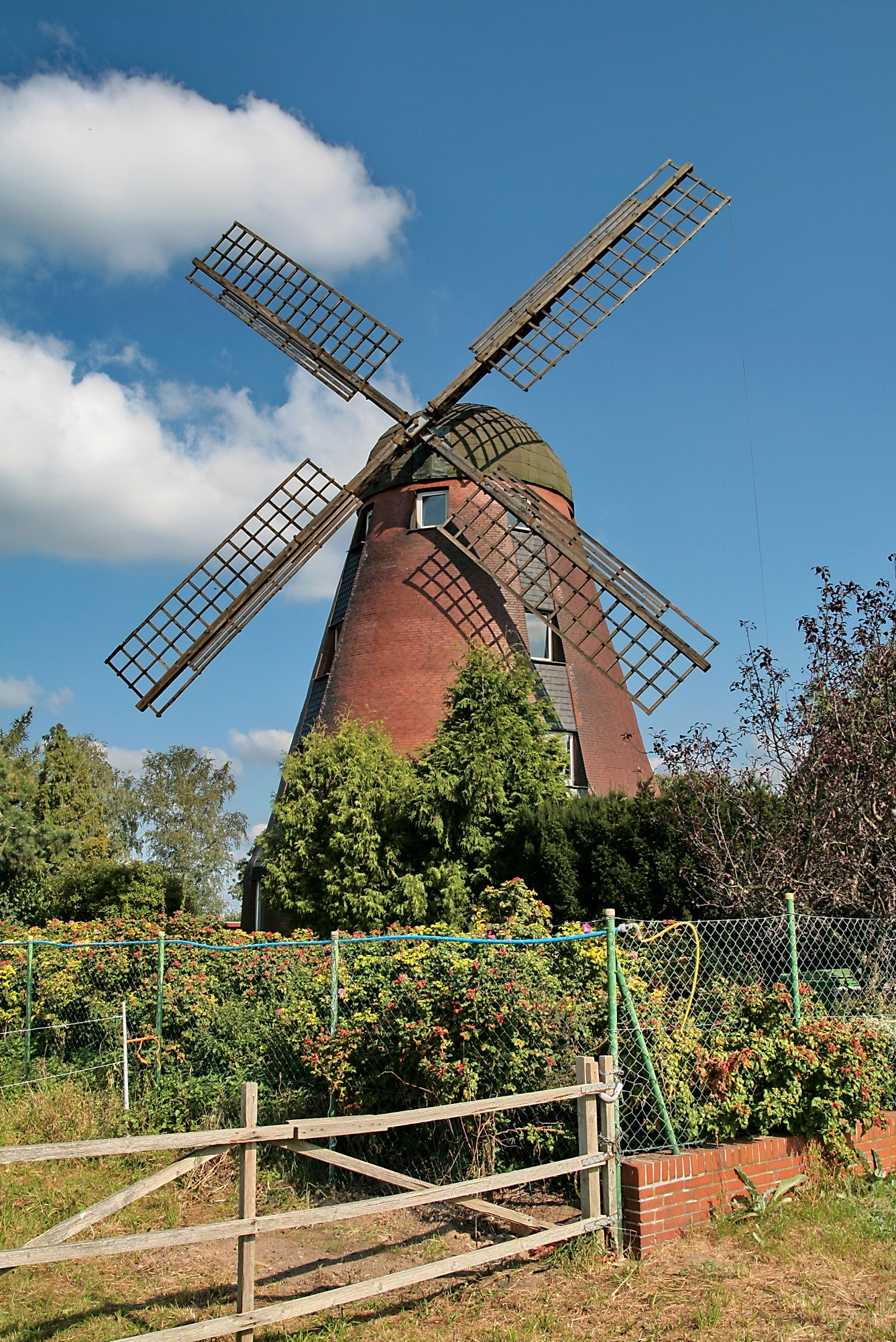
Windmolen van Vöhrum (1891)

## Belangrijke personen in relatie tot de gemeente

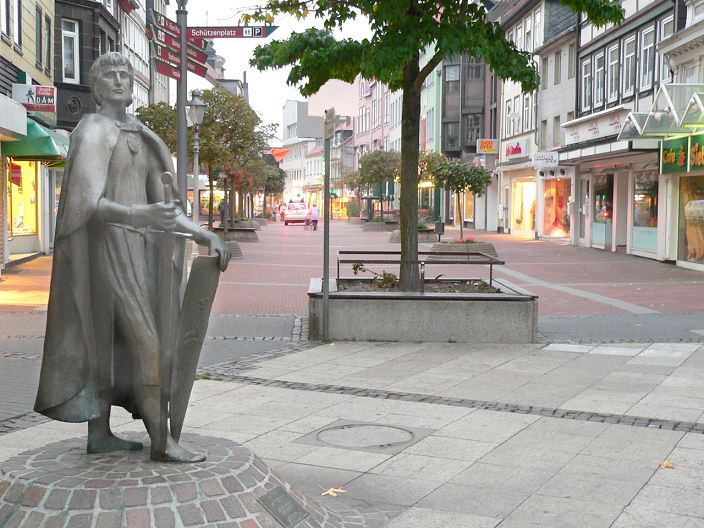
Standbeeld te Peine van Gunzelin van Wolfenbüttel. Op de achtergrond het Amtsgericht.
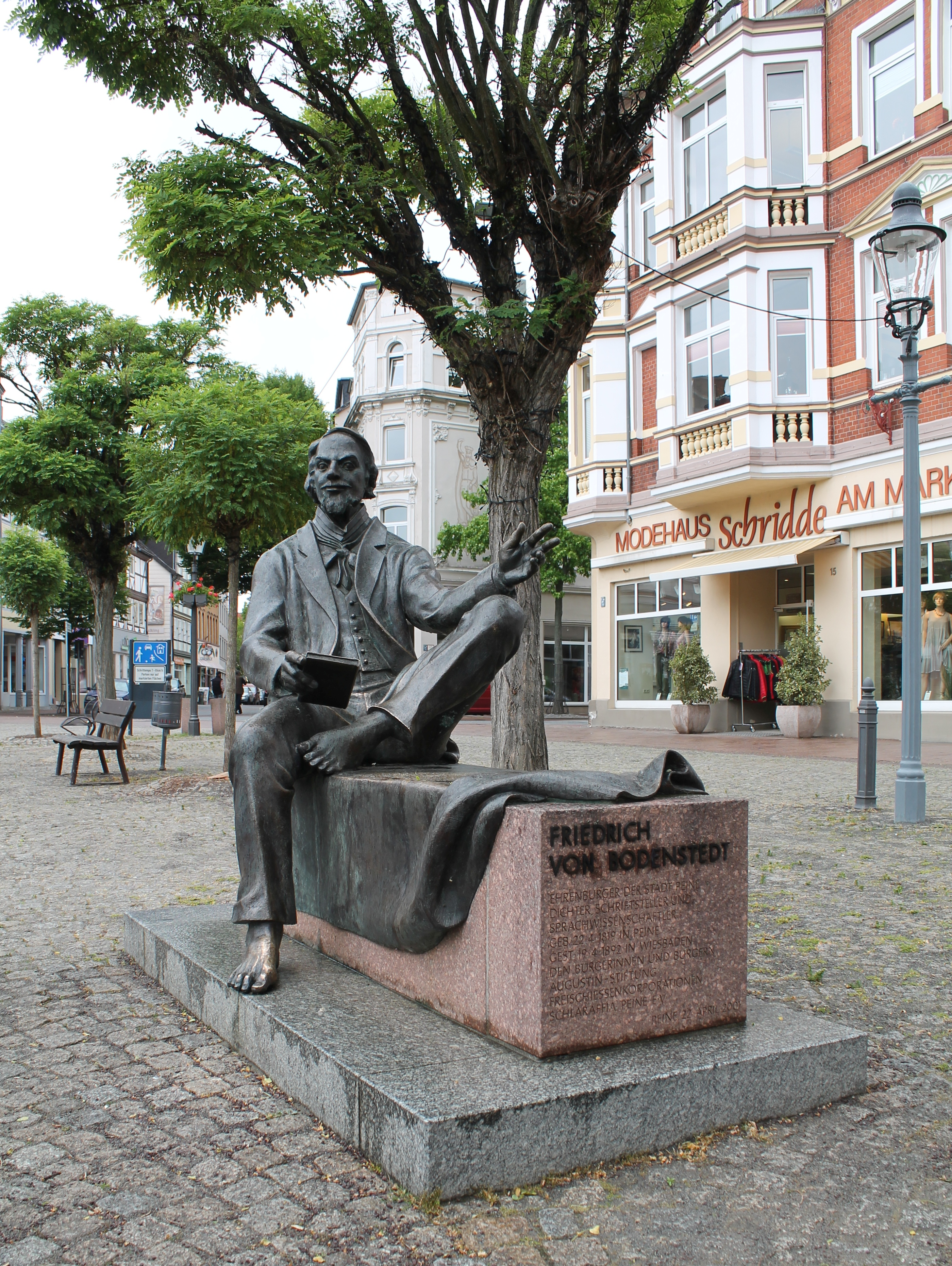
Standbeeld te Peine van Friedrich von Bodenstedt
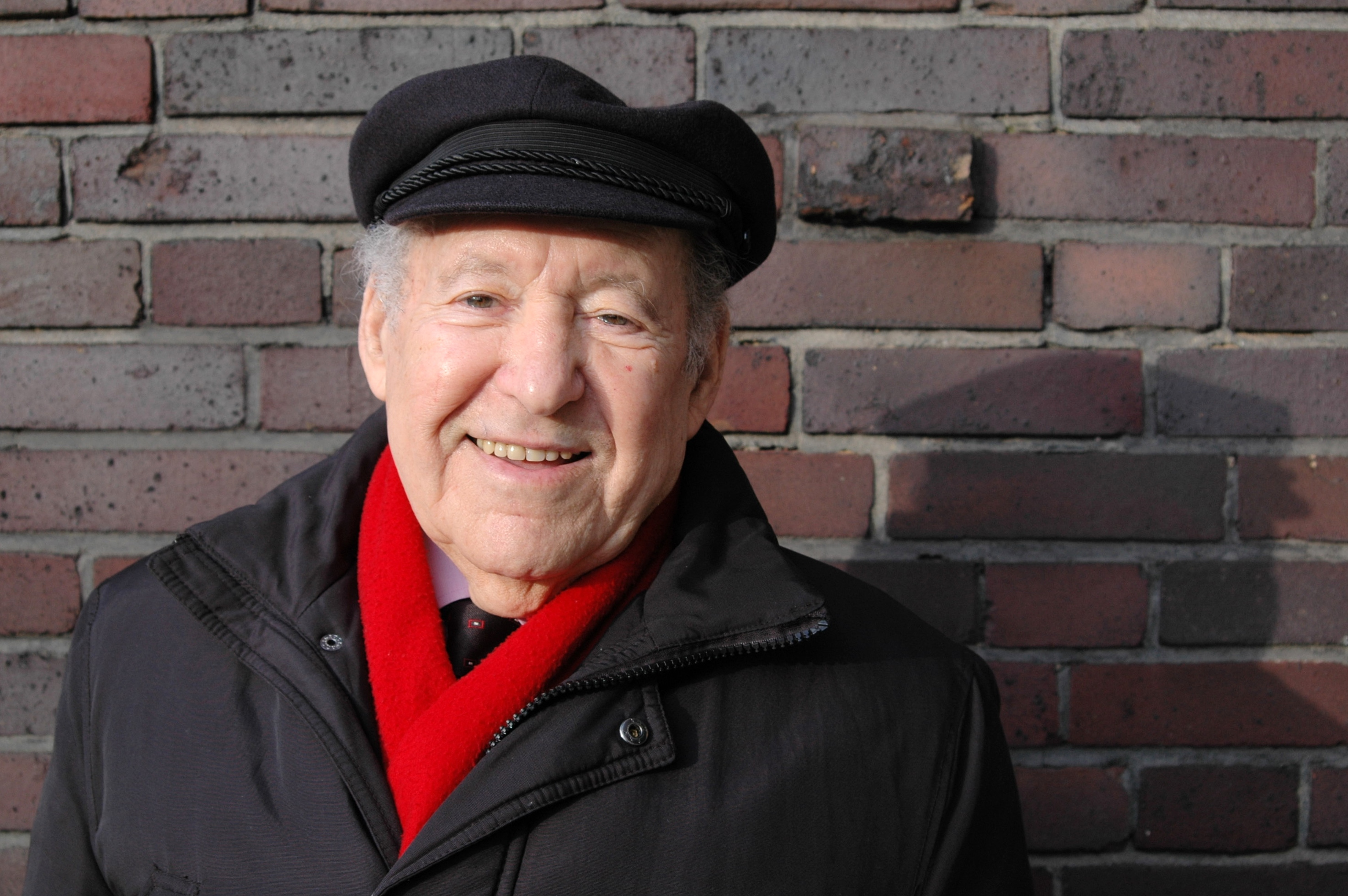
Sally Perel (foto uit 2016)

### Geboren te Peine
- Johann August [4] Carl Sievers, ook wel genaamd Johann Erasmus Sievers, in de Russische taal Иоганн Август Карл Сиверс,  (* 1762 in Peine; † 6 april 1795 in St. Petersburg, Duits botanicus, bekend van een plantkundige ontdekkingsreis van 1790 tot 1795 door Rusland en Mongolië, officiële botanische ontdekkers-afkorting: „Siev.“, ontdekte o.a. een nog onbekende Aziatische soort van de wilde appel.
- Friedrich Martin von Bodenstedt (* 22 april 1819 in Peine; † 18 april 1892 in Wiesbaden) was een Duits schrijver, taalgeleerde en toneeldirecteur. Hij vertaalde en bewerkte een bundel poëzie van de dichter Mirzə Şəfi Vazeh, in het Perzisch geheten:Mīrzā Schafīʿ Wāzeh / میرزا شفیع واضح , uit Azerbeidsjan (1792-1856), uitgegeven onder de titel Lieder des Mirza Schaffy (1851). Ook vertaalde hij werk van belangrijke Russische auteurs, onder wie Aleksandr Poesjkin, en van de werken van William Shakespeare in het Duits. Zijn kennis van het oeuvre van deze grote toneelschrijver leverde hem betrekkingen als theaterdirecteur en -regisseur op. In Peine is een straat naar hem genoemd en een standbeeld van hem opgericht.
- Adolph Wilhelm Krasnapolsky (* 24 mei 1834 te Peine, † 22 april 1912 te Bussum), oprichter van hotel Krasnapolsky  in Amsterdam.
- Rudolf Otto (1869-1937), theoloog, godsdiensthistoricus
- Friedrich Hartjenstein (Peine, 3 juli 1905 - Parijs, 20 oktober 1954), SS-Obersturmbannführer en commandant van het concentratiekamp Auschwitz-Birkenau
- Solomon Perel (1925-2023), de Hitlerjunge Salomon uit de film Europa Europa, overleefde het Derde Rijk door zich als lid van de Hitlerjugend te camoufleren, schreef hierover in 1992 een autobiografie, die de bron was van de genoemde speelfilm. Hij was na de oorlog vaak in Duitsland om jongeren over het nazisme voor te lichten. Perel werd onderscheiden met het Bundesverdienstkreuz aan Lint.
- Marlies Hesse (* 1935 in Peine) Duits radio- en tv-journaliste en feministe, vanaf ca. 1980 actief voor de gelijke rechten van vrouwen in hoge functies bij de Duitse publieke omroep. Hiervoor is zij onderscheiden met het Bundesverdienstkreuz aan Lint.
- Hans-Hermann Hoppe (Peine, 2 september 1949), econoom en politiek filosoof
- Simon Al-Odeh (* 9 augustus 1988 in Peine) Duits trompettist en componist, van wie werk regelmatig in Nederland wordt uitgevoerd (hij heeft in Zwolle en Arnhem gestudeerd en gewerkt).

### Overigen
- Gunzelin van Wolfenbüttel (* omstreeks 1170; † 2 februari 1255), belangrijk hoveling van Keizer Frederik II, ridder, aartsvijand van de prinsbisschoppen van Hildesheim, veroverde op hen de burcht Peine en stichtte de stad Peine. Het stadswapen van Peine, met de wolf die over twee garven springt, is van Gunzelins familiewapen afgeleid.
- Paul Werlhof (Helmstedt, 24 maart 1699 - 26 juli 1767), beroemd Duits arts, vier jaar lang als zodanig werkzaam te Peine
- Otto Sander (* 3  juni 1941 in Hannover; † 12 september 2013 in Berlin), acteur, speelde rollen in o.a. de films Die Blechtrommel en Das Boot; groeide te Peine op
- Oliver Kalkofe (Engelbostel, gemeente Langenhagen (Nedersaksen)), 12 september 1965), Duits acteur, komiek, cabaretier, satiricus, presentator, parodist en columnist; groeide te Peine op

## Partnergemeenten
Peine onderhoudt jumelages  met de volgende plaatsen:
- Heywood (een stadsdeel van Rochdale, Greater Manchester), Engeland, sedert 1967
- Aschersleben in Saksen-Anhalt, sedert 1990
- Tripoli in Griekenland, sedert 2000

## Trivia

### Europees Schutterstreffen
Op 30 augustus 2015 vond in Peine het Europees Schutterstreffen plaats, waarbij duizenden schutters van schutterijen en schuttersgilden uit heel Europa elkaar ontmoetten.
Het jaarlijkse schuttersfeest te Peine (begin juli) is het belangrijkste evenement van de stad.
- Bibliothèque nationale de France: cb16079190p (data)
- Gemeinsame Normdatei: 4045022-3
- Library of Congress Control Number: n82094610
- MusicBrainz: 626b0f44-069d-47b3-8c5a-2da6eaed51cc
- Nationale Bibliotheek van Tsjechië: xx0327243
- Nationale Bibliotheek van Israël: 987007552815305171
- Système universitaire de documentation: 203842618
- Virtual International Authority File: 133714844
- WorldCat: E39PBJqw88hqdvcBjxyPkvjjYP

Edemissen · 
Hohenhameln · 
Ilsede · 
Lahstedt · 
Lengede · 
Peine · 
Vechelde · 
Wendeburg